# Musée Carnavalet
Le musée Carnavalet - Histoire de Paris est le musée municipal parisien consacré à l'histoire de Paris des origines de la ville à nos jours. Situé dans le quartier du Marais au no 23 rue Madame-de-Sévigné à Paris, dans le 3e arrondissement, il présente des collections sur des thématiques variées : souvenirs de la Révolution française, peintures historiques, sculptures, mobilier et décors des XVIIe et XVIIIe siècles, objets d'art, estampes, etc.
Le musée est constitué de l'hôtel Carnavalet proprement dit, et de l'hôtel Le Peletier de Saint-Fargeau, reliés par une galerie située au premier étage. Ses espaces visitables représentent une superficie de 3 900 m2 soit un parcours de 1,5 km. À cela s'ajoutent des espaces d'exposition temporaire (360 m2). 3 800 œuvres et objets sont exposés dans le parcours permanent. Parmi la centaine de salles qui composent ce parcours, 34 sont des salles de décors, principalement des XVIIe et XVIIIe siècles. Ces salles, parfois nommées « period rooms », constituent l'une des particularités du musée.
Le musée conserve plus de 625 000 œuvres, objets et documents, variés dans leur nature : mobiliers et objets d'art décoratif, peintures, sculptures, collections archéologiques, mais aussi photographies, manuscrits et autographes, affiches, estampes, dessins, monnaies et médailles, petits objets d'histoire et de mémoire...
Le musée conserve et expose également des collections en rapport avec l'histoire de l'art et l'histoire de France.
Il est un des quatorze musées de la ville de Paris gérés depuis le 1er janvier 2013 par l'établissement public administratif Paris Musées. Le 2 octobre 2016, le musée ferme pour rénovation complète. Après cinq ans de travaux, il a rouvert ses portes au public le 26 mai 2021.
Durant les travaux, la muséographie a été entièrement repensée. Tout en maintenant les salles et les œuvres les plus célèbres (chambre de Marcel Proust, chambre de la famille royale dans la tour du Temple…), la rénovation a amené à présenter le parcours de manière chronologique, depuis la Préhistoire. Certaines collections sont ainsi particulièrement mises en valeur, comme les collections archéologiques, numismatiques, photographiques et graphiques. Près de 60 % des œuvres ont été renouvelées, et près de 4 000 œuvres ont été restaurées.
Enfin, l'accent a été mis sur l'ouverture vers la période contemporaine (présentation d'œuvres des XXe et XXIe siècles), la modernisation des supports (avec près de 150 contenus multimédia et transmédia), et l'accessibilité à tous les publics (10 % des œuvres sont ainsi présentées à hauteur d'enfant).

## Historique
- 1548-1560 : construction de l'hôtel particulier de Jacques de Ligneris, président au parlement de Paris.
- 1578 : acquisition de l'hôtel de Ligneris par la veuve de François de Kernevenoy, qui l'achète au fils héritier de Jacques de Ligneris. Le nom breton de Kernevenoy s’est trouvé transformé par la prononciation au XVIe siècle en « Carnavalet »[4].
- 1660 : travaux de l'architecte François Mansart.
- 1677-1696 : la marquise de Sévigné et sa famille résident dans l'hôtel.
- 1688 : construction, par l'architecte Pierre Bullet, de l'hôtel Le Peletier.
- En 1866, le baron Haussmann, préfet de la Seine à l'origine du projet d'un musée de l'histoire de Paris et la ville, achète l'hôtel de Carnavalet.
- Le 24 mai 1871, les premières collections rassemblées disparaissent dans l'incendie de l'Hôtel de Ville de Paris, où elles étaient entreposées.
- En 1880, ouverture du musée au public[5]
- En 1898, la Bibliothèque historique de la ville de Paris quitte l'hôtel Carnavalet pour l'hôtel Le Peletier.
- En 1921, les objets archéologiques quittent les salles ouvertes au public pour être mis en réserve.
- En 1956, les costumes et leurs accessoires quittent Carnavalet pour former le nouveau musée de la Mode et du Costume dans le palais de la duchesse de Galliera.
- En 1968, la Bibliothèque historique de la ville de Paris s'installe dans l'hôtel de Lamoignon, de l'autre côté de la rue des Francs-Bourgeois.
- En 1989, après sa restauration et son aménagement, l'hôtel Le Peletier, est relié à l'hôtel Carnavalet par une galerie traversant le lycée Victor-Hugo et est ouvert au public.
- La crypte archéologique du parvis Notre-Dame est rattachée au musée en août 1999[6].
- En juillet 2002, les catacombes de Paris sont rattachées au musée Carnavalet - Histoire de Paris[7].
- Le 2 octobre 2016, le musée est fermé pour rénovation complète, confiée à François Chatillon architecte en chef des monuments historiques, Snøhetta et la scénographe Nathalie Crinière, en incluant la création d'espaces de service et de restauration (L'Olympe) et une extension en sous-sol (les anciennes réserves), pour un montant de 58 millions d'euros. Deux escaliers serpentins de style contemporains sont par ailleurs installés et une nouvelle galerie vers l'extension de l'hôtel Le Peletier est aménagée[5]. Durant cette période, un chantier des collections des 610 000 objets du musée est prévu, de même que leur numérisation. Pendant sa fermeture, le musée met par ailleurs en place des visites « hors les murs » régulières, sur les traces du Paris historique et de personnalités françaises emblématiques[8].
- En mai 2021 a lieu la réouverture du musée dans son nouveau parcours (après plusieurs reports dus aux restrictions sanitaires décidées par le gouvernement durant la pandémie de Covid-19). 3 800 œuvres sont désormais présentées sur 3 800 m2. Les collections permanentes, qui s'arrêtaient autrefois aux années 1910, sont prolongées jusqu'à l'époque contemporaine[5].

### Bâtiments

#### L'hôtel Carnavalet

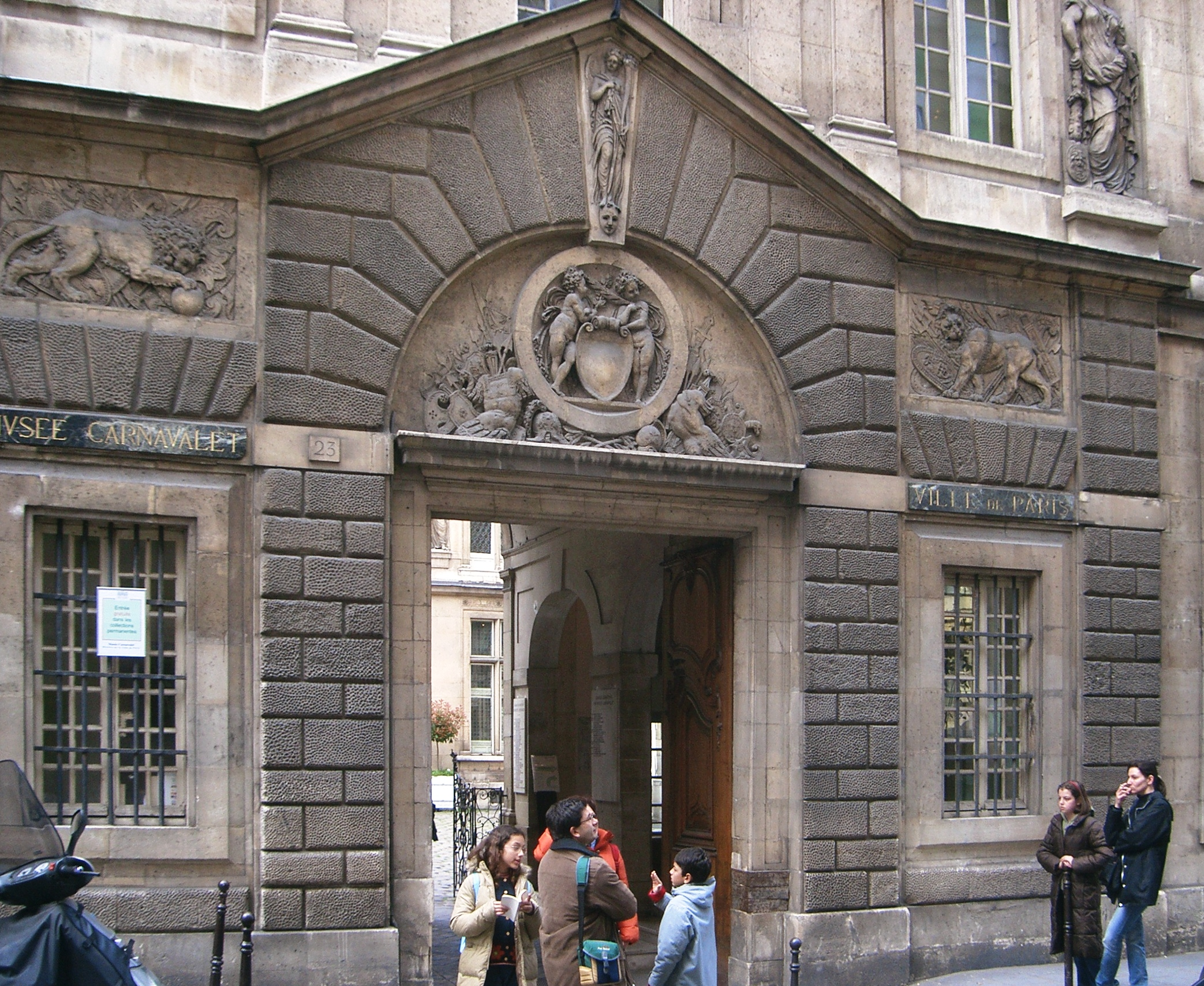
Hôtel Carnavalet, l'entrée.

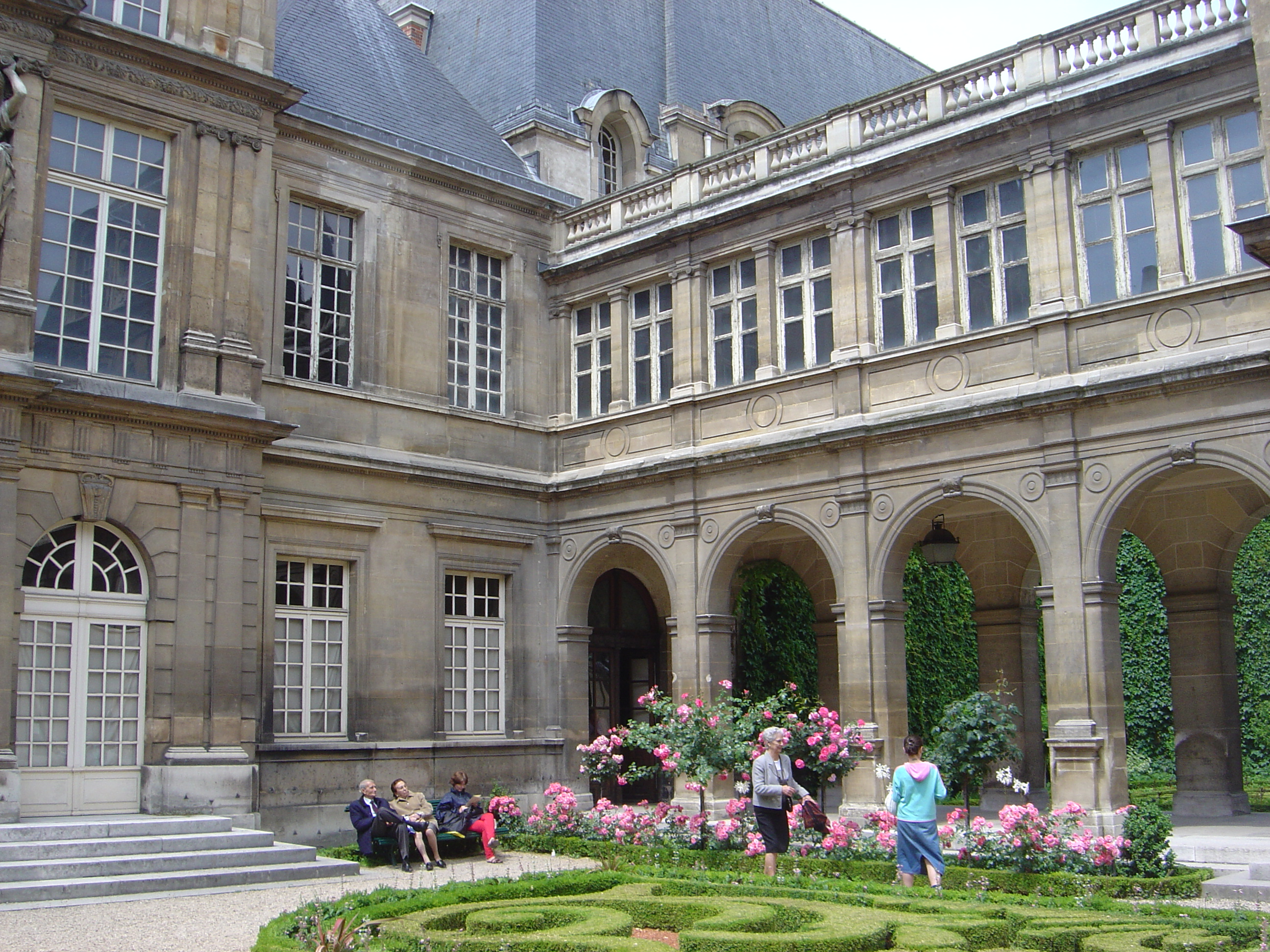
Façades sur jardin.

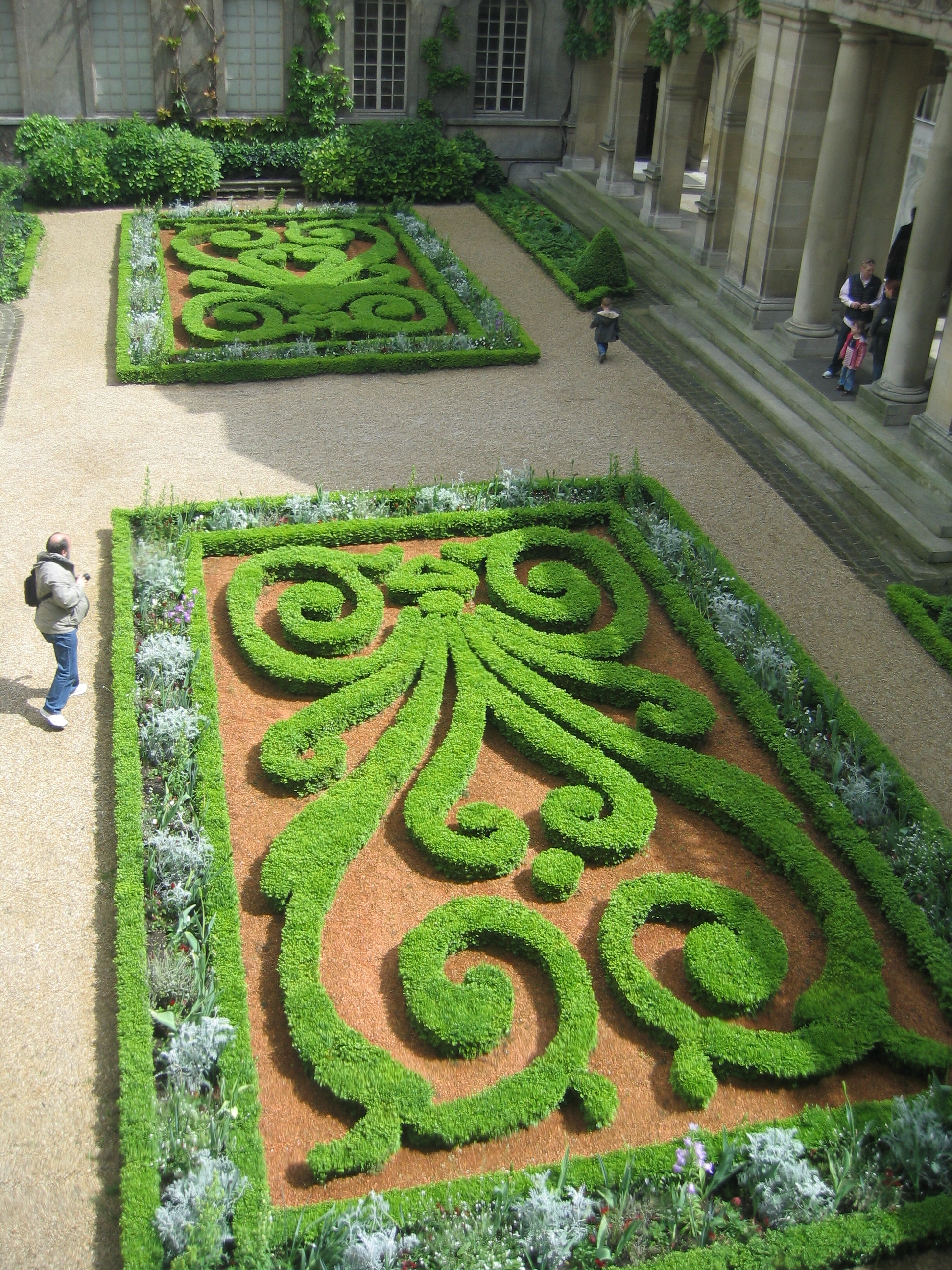
Jardin de l'hôtel Carnavalet.

Construit entre 1548 et 1560, il est attribué à Pierre Lescot, comme la Cour carrée du Louvre. Il a été édifié pour Jacques de Ligneris, président au Parlement de Paris.
Situé alors dans une zone de vergers et de cultures appartenant au couvent Sainte-Catherine-du-Val-des-Écoliers, l'hôtel était une des rares constructions du quartier au nord de la rue du roi de Sicile. Son plan en forme de quadrilatère « entre cour et jardin » constituait une nouveauté architecturale, et allait être un exemple pour de nombreux autres hôtels. Les statues qui l'ornent sont des chefs-d'œuvre dus à Jean Goujon et à son atelier.
En 1578, il devient la propriété de Françoise de La Baume, veuve d'un gentilhomme breton nommé François de Kernevenoy dit de Carnavalet. C'est à elle que le musée doit son nom.
Née vers 1537 dans une famille de la grande noblesse du Dauphiné (les Baume-Montrevel), elle fut d'abord mariée, encore enfant, à son cousin François de La Baume, gouverneur de Savoie. À sa mort, elle épousa François de Kernevenoy, âgé d'une quinzaine d'années de plus qu'elle. Familier de la cour, gouverneur du futur Henri III, c'était un des cavaliers les plus élégants de France, qui avait été écuyer d'Henri II. C'était par déformation de son patronyme breton qu'il était aussi appelé "Carnevalet" ou "Carnavalet". Ronsard lui dédia deux poèmes (une ode et un sonnet), et Montaigne l'évoque dans ses Essais.
Dame d'honneur de plusieurs reines de France, Françoise de Kernevenoy fut à nouveau veuve en 1571. Elle ne se remaria pas. En revanche, elle réalisa le souhait de son mari d'acquérir, en 1578, l'hôtel particulier qui prit son nom, et où elle passa de longues années. Elle mourut en 1608.
Dans les années 1650, il passa dans les mains de Claude Boislève, qui confia la tâche de l'agrandir à François Mansart, qui ajouta un étage aux trois ailes basses. Les ailes latérales étaient ornées de sculptures de Gérard van Opstal répondant aux quatre reliefs des saisons du XVIe siècle. François Mansart créa probablement une toiture (combles à la Mansart) formant un carré continu autour de la cour.

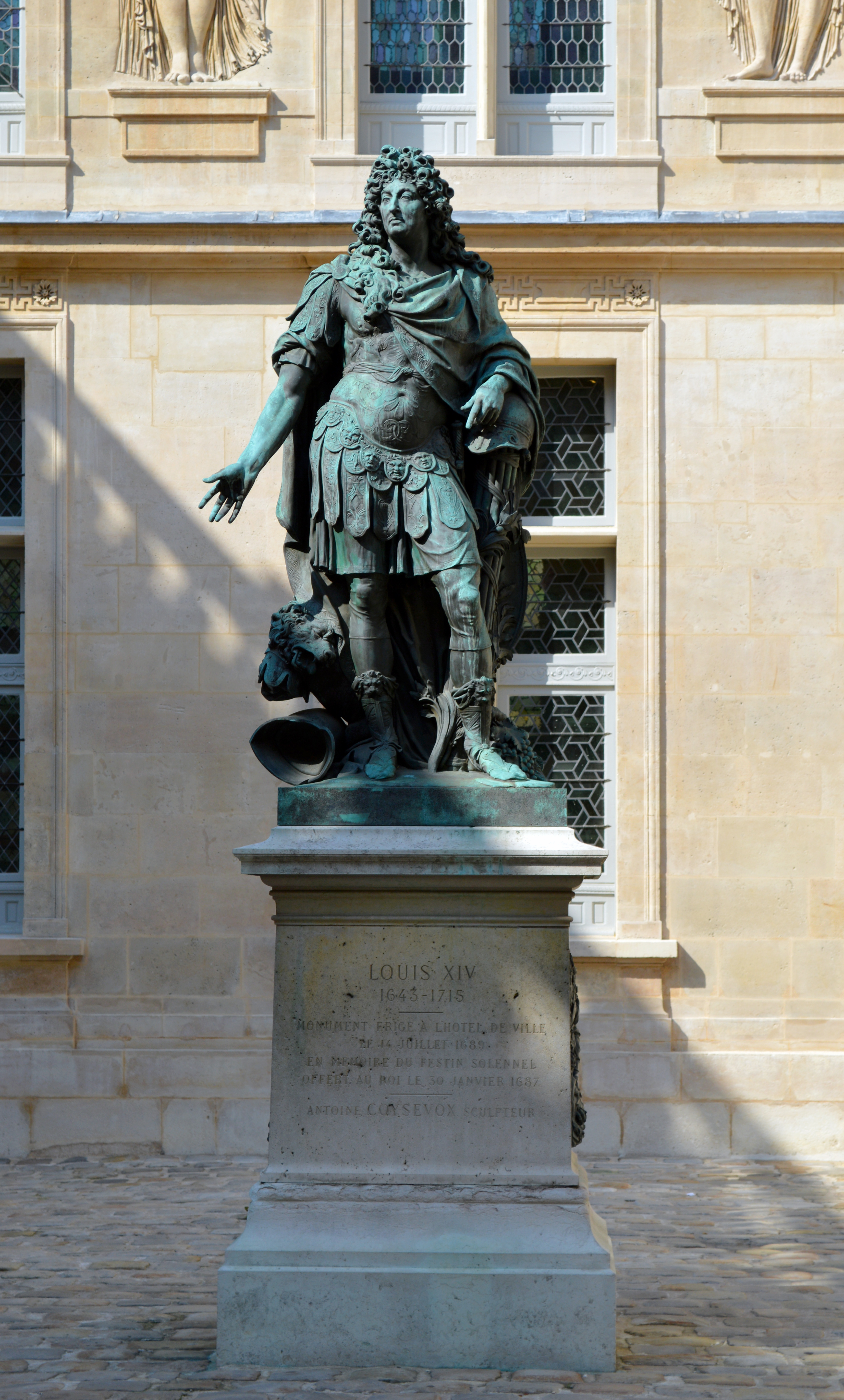
Louis XIV en empereur romain d'Antoine Coysevox[11].
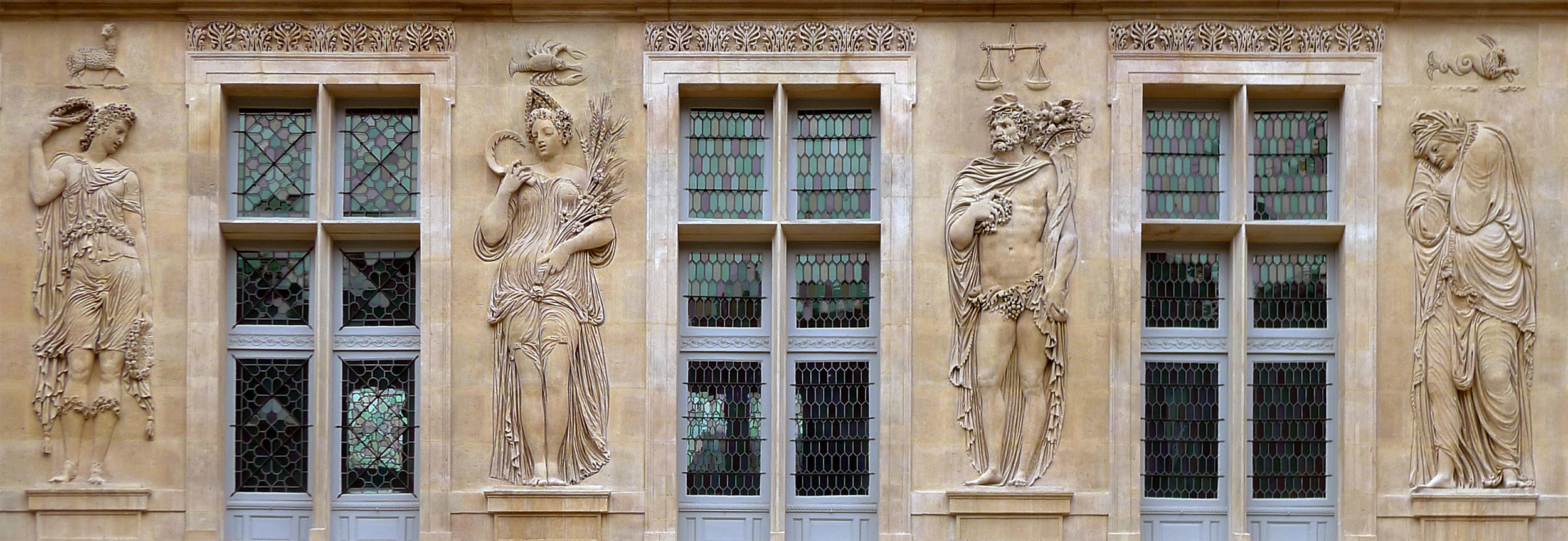
Bas-reliefs de Jean Goujon ou de son atelier.

De 1664 à 1694, il fut habité par la marquise de Sévigné, puis par Brunet de Rancy, secrétaire du Roi jusqu'en 1777.
Il appartient ensuite à Antoine Louis Bellanger, conseiller d'État et conseiller d'honneur de la Cour des Aides de Paris. En 1785, celui-ci en fait don à Antoine Pierre du Pré de Saint-Maur, conseiller honoraire au Parlement de Paris, sous réserve de la conservation de l'usufruit jusqu'au jour de son décès. Le décès d'Antoine Louis Bellanger le 9 juin 1786, permet à la famille du Pré de Saint-Maur d'entrer en pleine propriété de l'hôtel à compter de cette date.
Après la Révolution, il fut occupé par l'École des ponts et chaussées puis par les institutions Liévyns et Verdot, avant son rachat par la ville de Paris en 1866 sur les conseils du baron Haussmann.
Il fut restauré à partir de 1866 par l'architecte Victor Parmentier, qui venait de se faire remarquer au Salon par son travail d'étude du château de Madrid au bois de Boulogne.
À l'origine de grands travaux qui font en grande partie disparaître le « vieux Paris », l'administration d'Haussmann souhaitait y loger les collections historiques de la Ville de Paris, alors conservées à l'hôtel-de-Ville : celles-ci furent presque entièrement détruites dans l'incendie de ce dernier sous la Commune mais le projet fut repris, sur des bases entièrement nouvelles, après 1871 (d'où une vente aux enchères d'une partie des collections du musée en 1881, décidée par le conseil municipal pour les objets ne répondant plus au nouveau musée, voir plus bas). Il lui fut incorporé des éléments architecturaux exceptionnels provenant du vieux Paris en pleine mutation :
- l'arc de la rue de Nazareth dans l'île de la Cité (milieu du XVIe siècle) ;
- la façade du bureau des marchands drapiers des Halles anciennement situe au 11 rue des Déchargeurs[14] (XVIIe siècle) ;
- un avant-corps de l'hôtel de Choiseul (début XVIIIe siècle),
- Les peintures murales du grand escalier de l'ancien hôtel de Luynes par Brunetti ;
- l'ancien café militaire.

L'accroissement des collections imposa un nouvel agrandissement qui s'acheva en 1914.

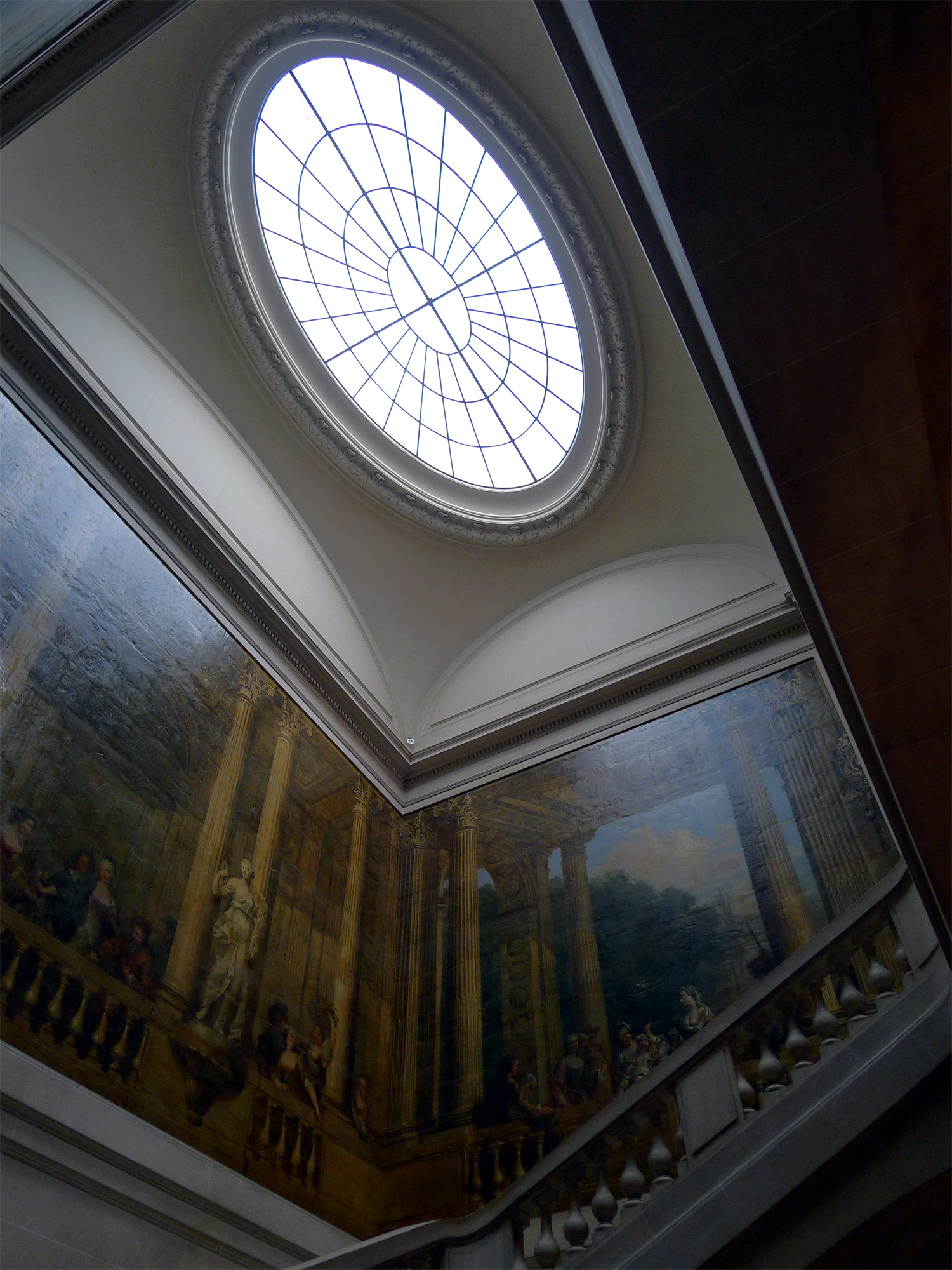
Peintures murales
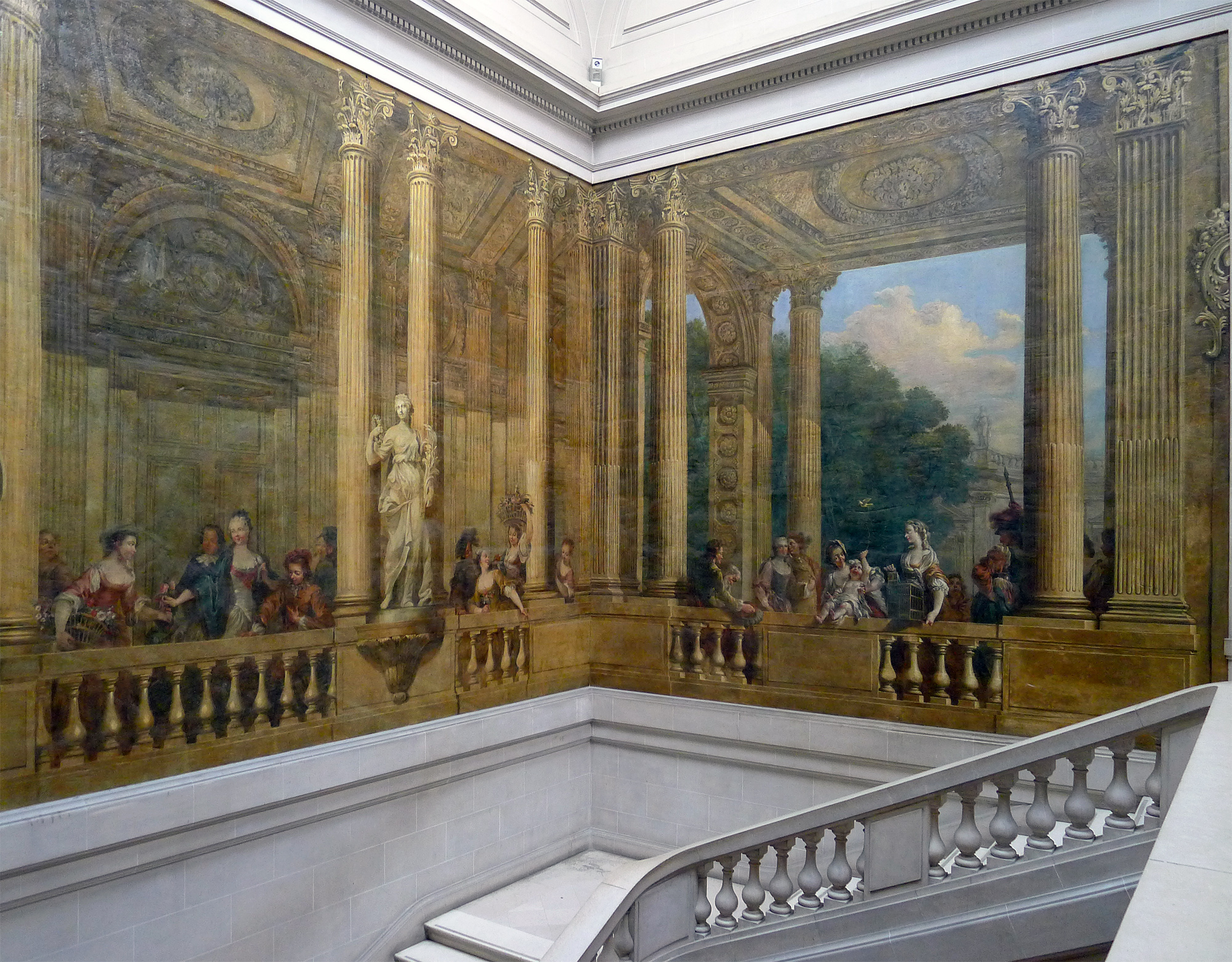
des Brunetti.
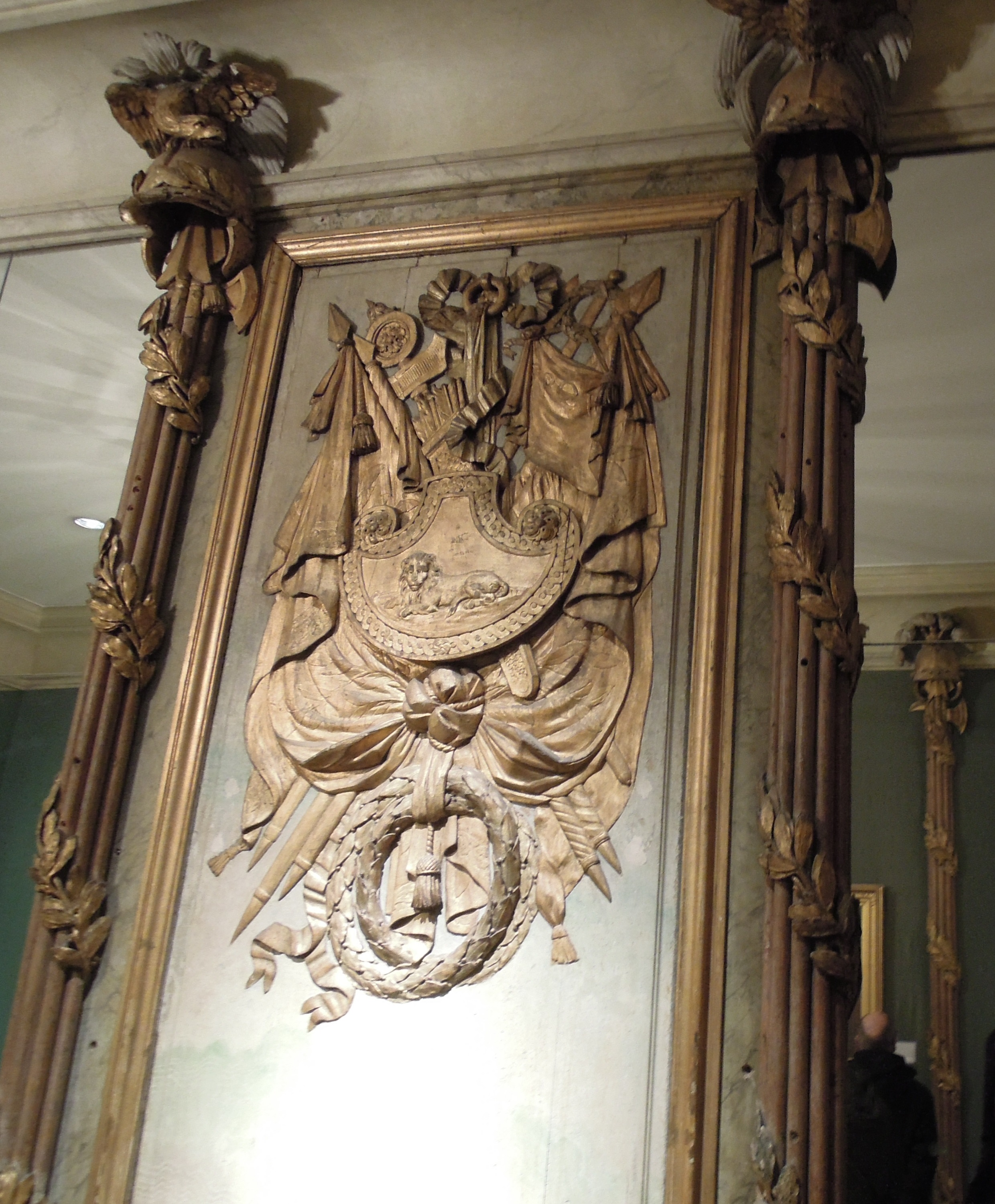
Café militaire.
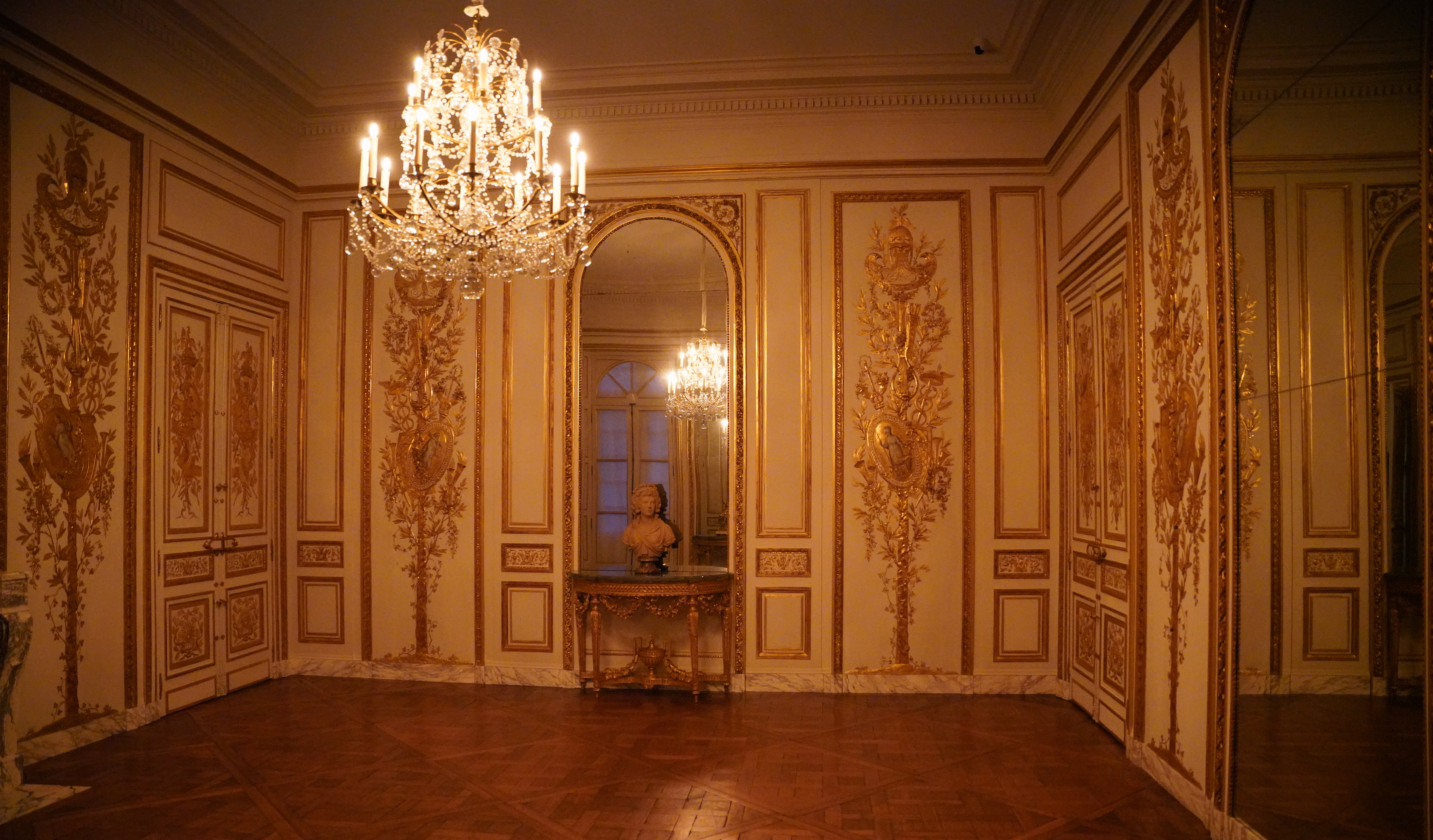
Salon d'Uzès.

#### L'hôtel Le Peletier de Saint-Fargeau

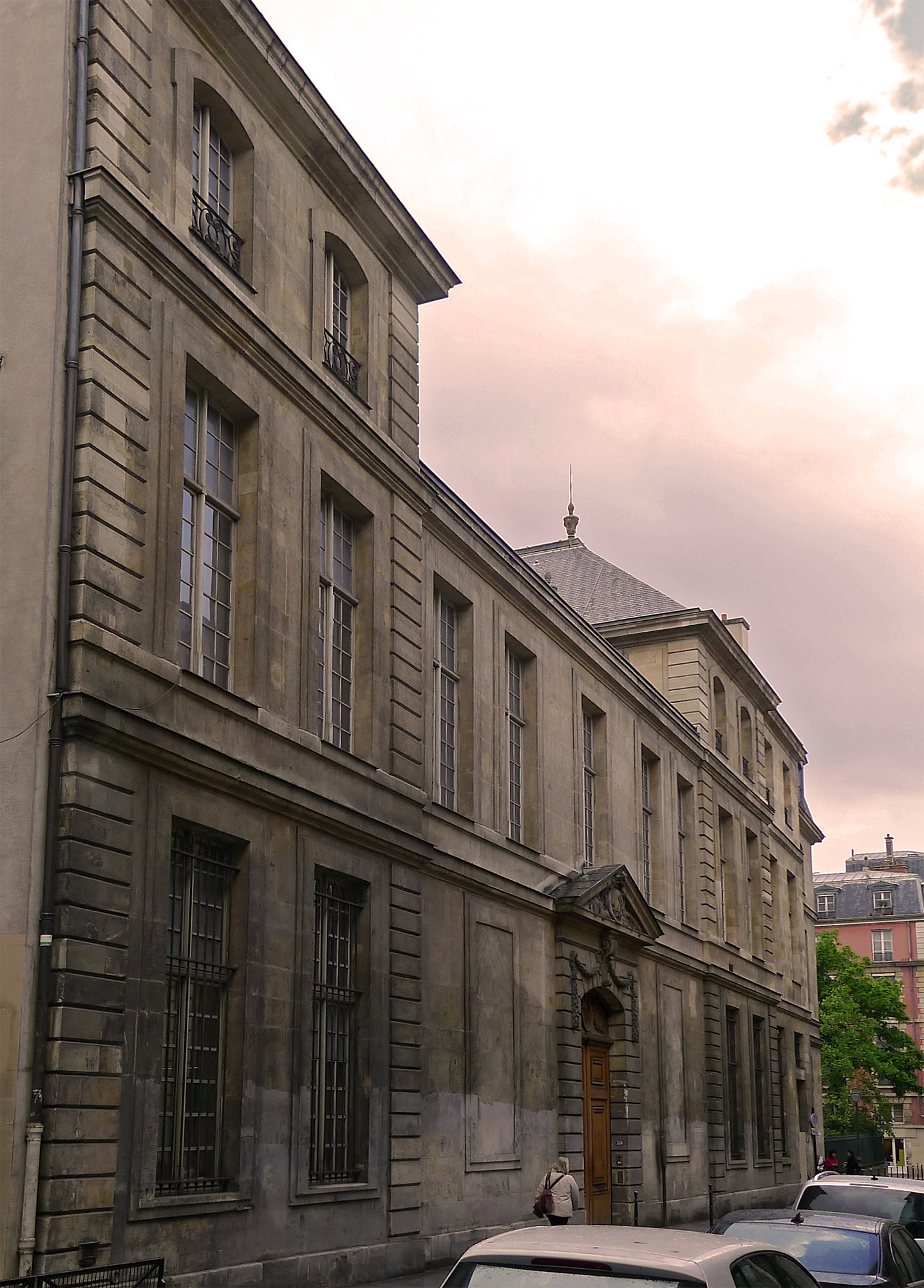
Façade sur rue.

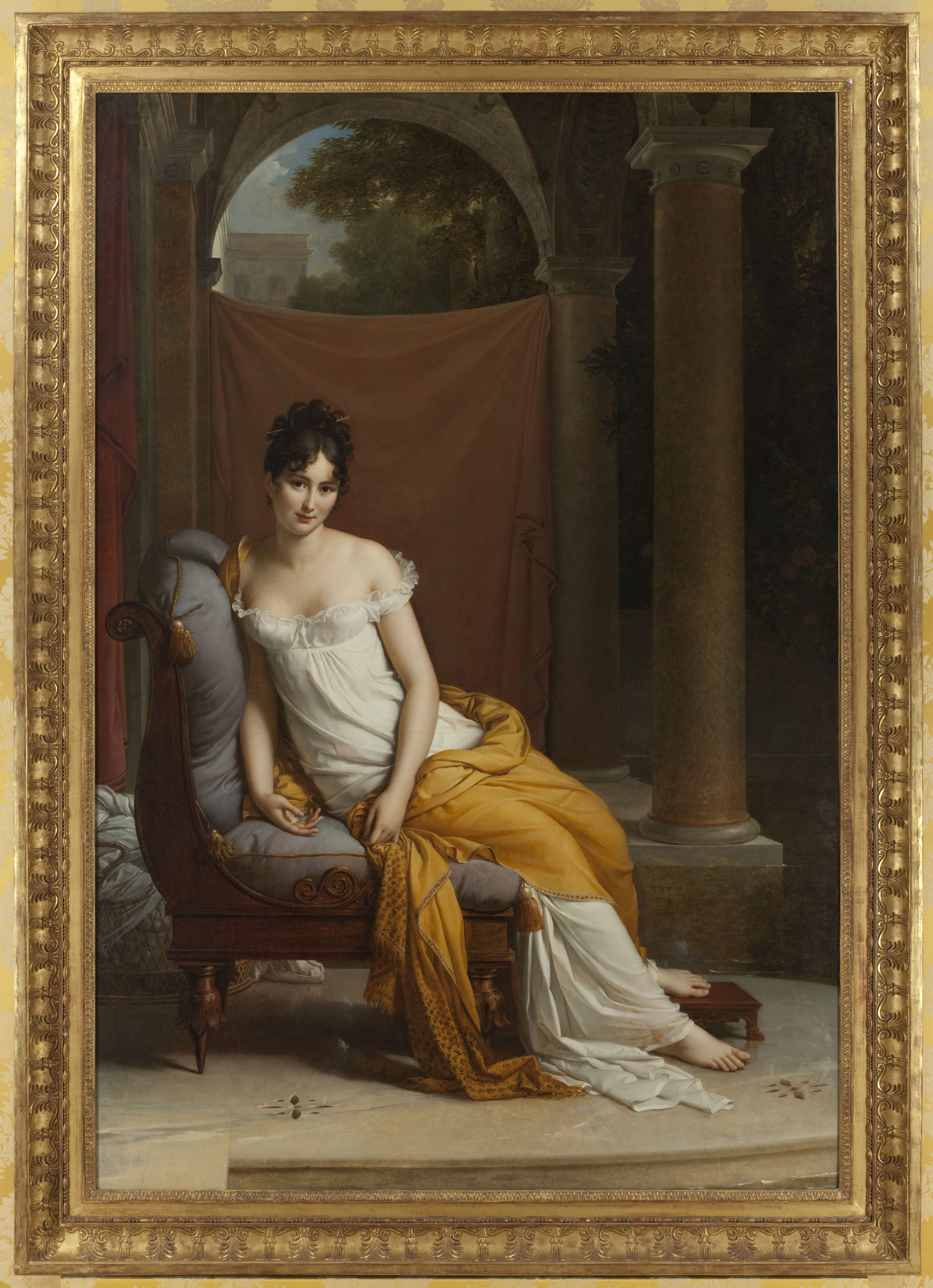
Portrait de Juliette Récamier par Gérard (1805).

Cet hôtel est d'un style plus sobre et fut édifié par l'architecte Pierre Bullet dans les années 1690. Il comporte un élément architectural exceptionnel avec son grand escalier dont la somptueuse rampe d'appui en fonte de fer, moulée et ciselée - et non en fer forgé -, est une prouesse technique jamais renouvelée avant le XIXe siècle.
L'hôtel est classé monument historique dans sa totalité par la liste de 1846 et inscrit partiellement en 1984.
Rattaché au musée Carnavalet - Histoire de Paris depuis les années 1960, sa rénovation fut mise en œuvre de 1982 à 1989. Ses vastes cheminées, son carrelage et ses poutres apparentes ont été conservés, pour une mise en scène des intérieurs parisiens tout au long de l'Histoire.
Ouvert en 1989, l'hôtel Le Peletier accueille les collections révolutionnaires, et celles des XIXe et XXe siècles. Depuis les travaux (2016-2021), le nouveau parcours y conserve toujours ces collections, ainsi que celles du XXIe siècle. Les services de la conservation y sont également présents. Au rez-de-chaussée se trouvent les salles pédagogiques et le centre d'études et de ressources. L'Orangerie est à présent consacrée à l'accueil d'événements culturels, scientifiques et collaboratifs.
C'est aussi dans l'hôtel Le Peletier que se trouvent certaines pièces célèbres du musée : la salle de bal de l'hôtel de Wendel, décorée en 1924-1925 par l'artiste espagnol José-Maria Sert, le petit salon du Café de Paris décoré par Henri Sauvage (1899), et la bijouterie Fouquet, œuvre du célèbre artiste tchéco-slovaque Alfons Mucha (1901).

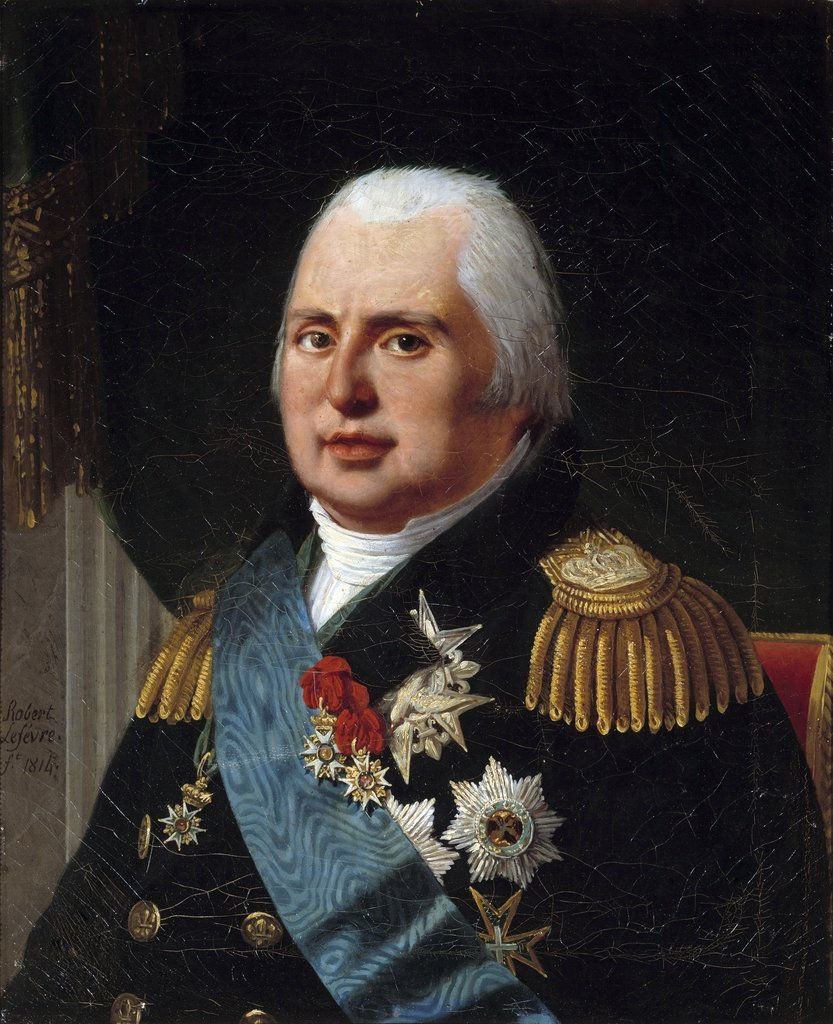
Louis XVIII par Lefèvre, 1814, huile sur toile.

C'est là aussi que se trouve la chambre de Marcel Proust, ainsi que le portrait de Juliette Récamier par François Gérard (1805), qui passe depuis le XIXe siècle, à tort ou à raison, pour le plus beau du musée[réf. souhaitée].

## Directeurs et conservateurs
Les principaux directeurs du musée depuis la fin du XIXe siècle sont les suivants :
- Jules Cousin de 1880 à 1895
- Georges Cain de 1897 à 1919
- Jean Robiquet de 1919 à 1934
- Jean-Louis Vaudoyer
- François Boucher de 1942 à 1948
- Jacques Wilhelm de 1948 à 1976
- Bernard de Montgolfier de 1976 à 1993
- Jean-Marc Léri de 1993 à 2013
- Valérie Guillaume depuis 2013

Le musée compte plusieurs départements et 10 conservateurs.

## Collections

Plan du musée Carnavalet.

Les collections du musée Carnavalet - Histoire de Paris sont riches de plus de 600 000 pièces. Le parcours, qui va de la Préhistoire jusqu'à aujourd'hui, comprend des œuvres très variées : vestiges archéologiques, peintures, sculptures, dessins, médailles et monnaies, estampes et gravures, photographies, maquettes, mobilier, enseignes, petits objets d'histoire et de mémoire (boutons, textiles, boîtes, statuettes…) ainsi qu'un ensemble unique d'œuvres et de témoignages sur la Révolution française. La reconstitution d'intérieurs parisiens d'autrefois a également fait beaucoup pour la renommée du musée.
Les notices descriptives et les photographies de ces objets sont mises progressivement à la disposition du public sur le Portail des collections des musées de la Ville de Paris. En 2019, le musée possède au total plus de 610 000 œuvres et entre autres :
- 2800 peintures
- 2000 sculptures
- 300 000 estampes
- 800 pièces de mobilier
- 50 000 monnaies et médailles
- 10 000 pièces archéologiques
- 10 000 objets d'art et d'histoire
- 150 000 photographies
- 200 enseignes anciennes
- Une centaine de maquettes et de modèles d'architecture

En attendant l'ouverture prochaine du centre d'études et de recherches (prévue en 2022), qui permettra la consultation de plusieurs centaines de milliers d'œuvres et d'objets par le public, les collections qui ne sont pas présentées dans le parcours permanent sont largement accessibles en numérique sur le portail des collections, régulièrement enrichi.

### Préhistoire (Paris avant Paris) et Antiquité (la tribu gauloise des Parisii et les Gallo-Romains)
Présentés depuis 2000 dans l'orangerie de l'hôtel Le Peletier de Saint-Fargeau, et depuis 2021 au sous-sol de l'hôtel Carnavalet, ces collections archéologiques de la préhistoire, de l'Antiquité et du haut Moyen Âge à Paris représentent une infime partie des riches collections conservées en réserve du musée. Des peintures datant de l'époque gallo-romaine, ainsi que des sarcophages en pierre et en plâtre, un masque mortuaire d'enfant et d'autres céramiques évoquent la vie quotidienne (et la mort) des habitants du territoire actuel de Paris, du paléolithique à Charlemagne. Parmi les objets les plus exceptionnels, on peut citer les pirogues en bois de Bercy, un ensemble intact d'instruments de chirurgie romains, une fibule en or de l'Antiquité tardive, un pilier de chancel décoré d'une tête humaine et des bijoux mérovingiens.

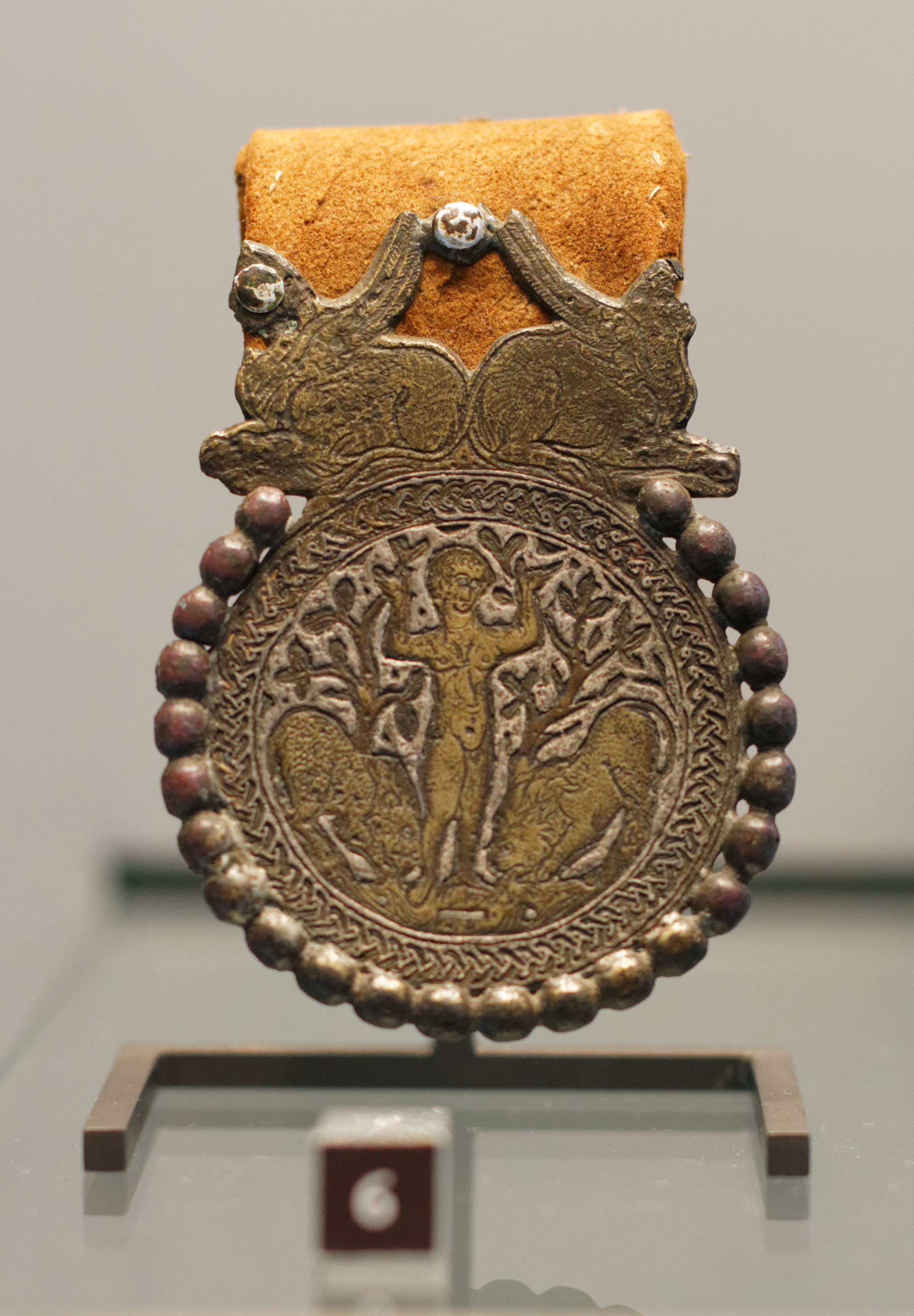
Ceinturon Daniel et le lion.
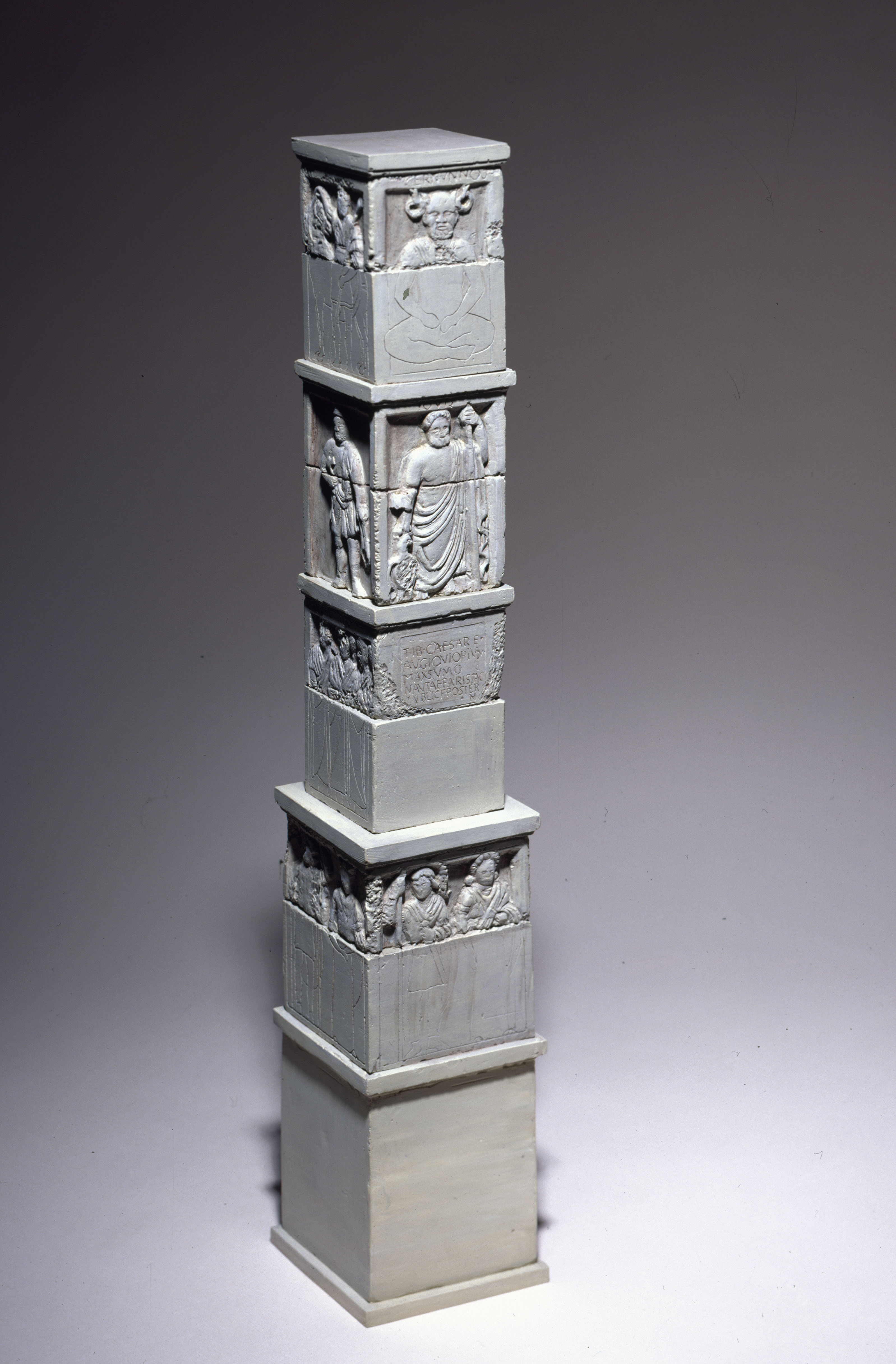
Le pilier des Nautes.
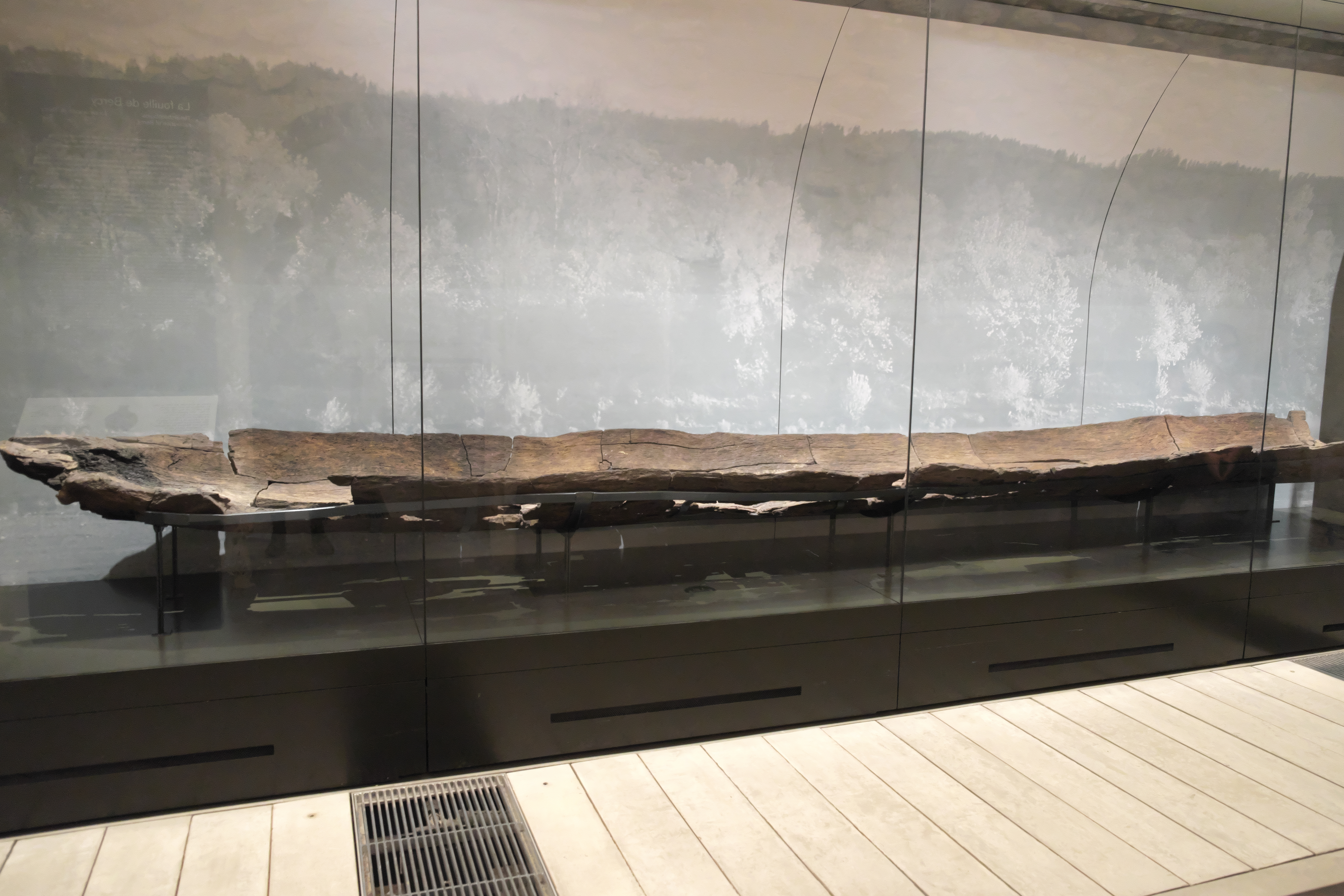
La pirogue monoxyle.
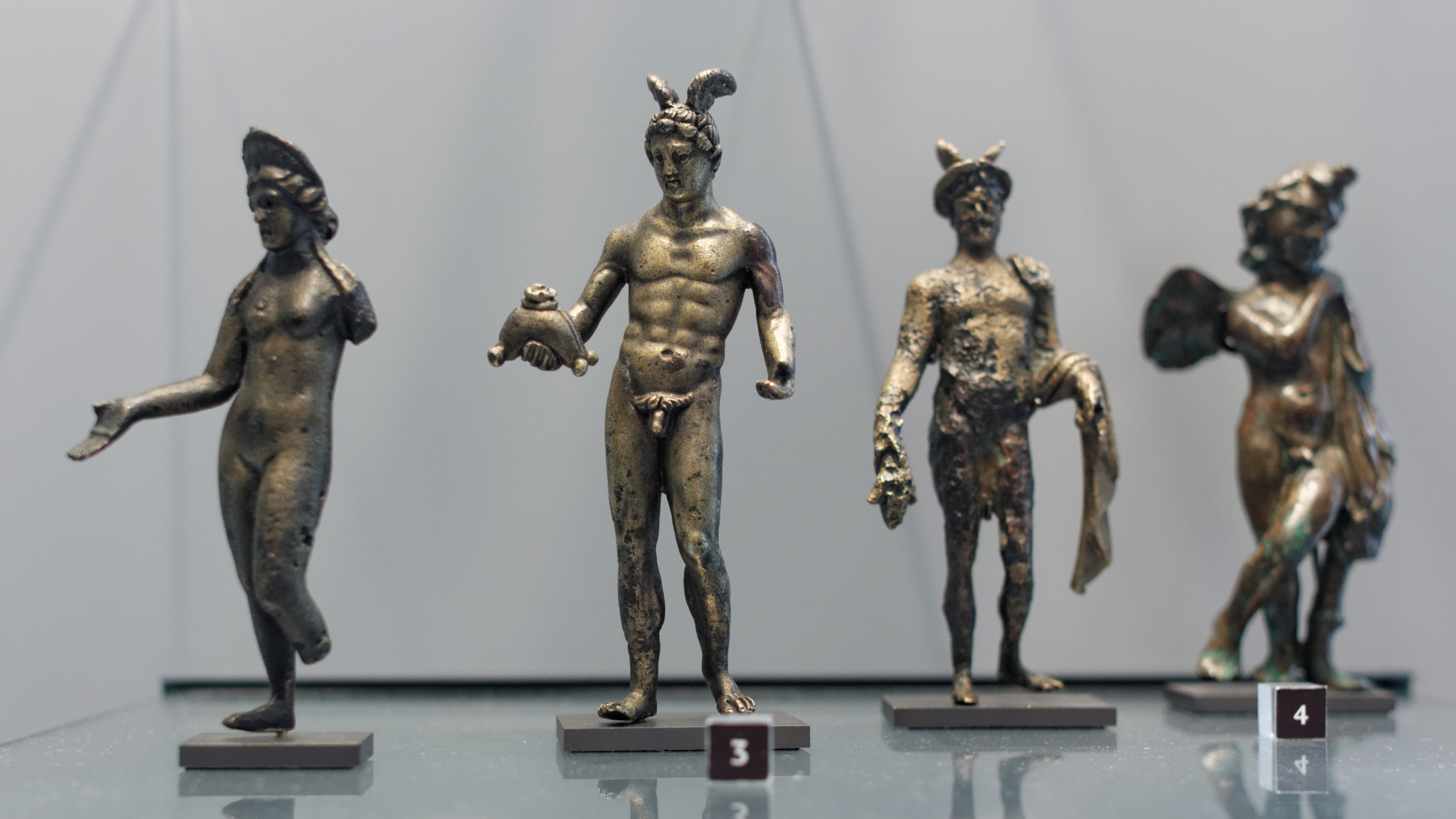
Divinités en bronze coulé.

### Paris au Moyen Âge et à la Renaissance
Le musée Carnavalet conserve un certain nombre de fragments sculptés issus de la cathédrale Notre-Dame de Paris, et notamment du décor initial des roses du troisième niveau d'élévation du vaisseau central, disparues au XIIIe siècle. 

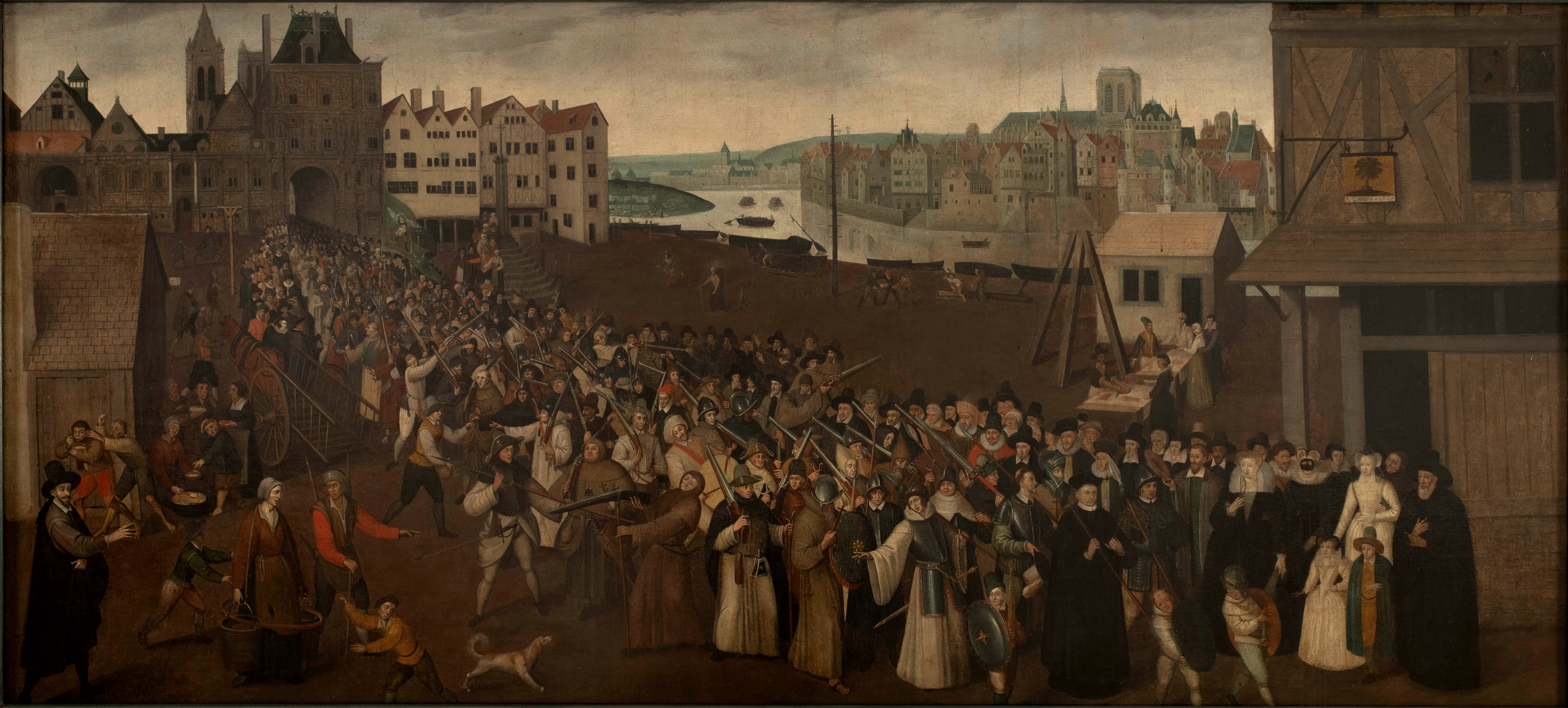
Procession de la Ligue place de Grève (vers 1590), École française, XVIe siècle.

### Paris auxXVIIeetXVIIIesiècles

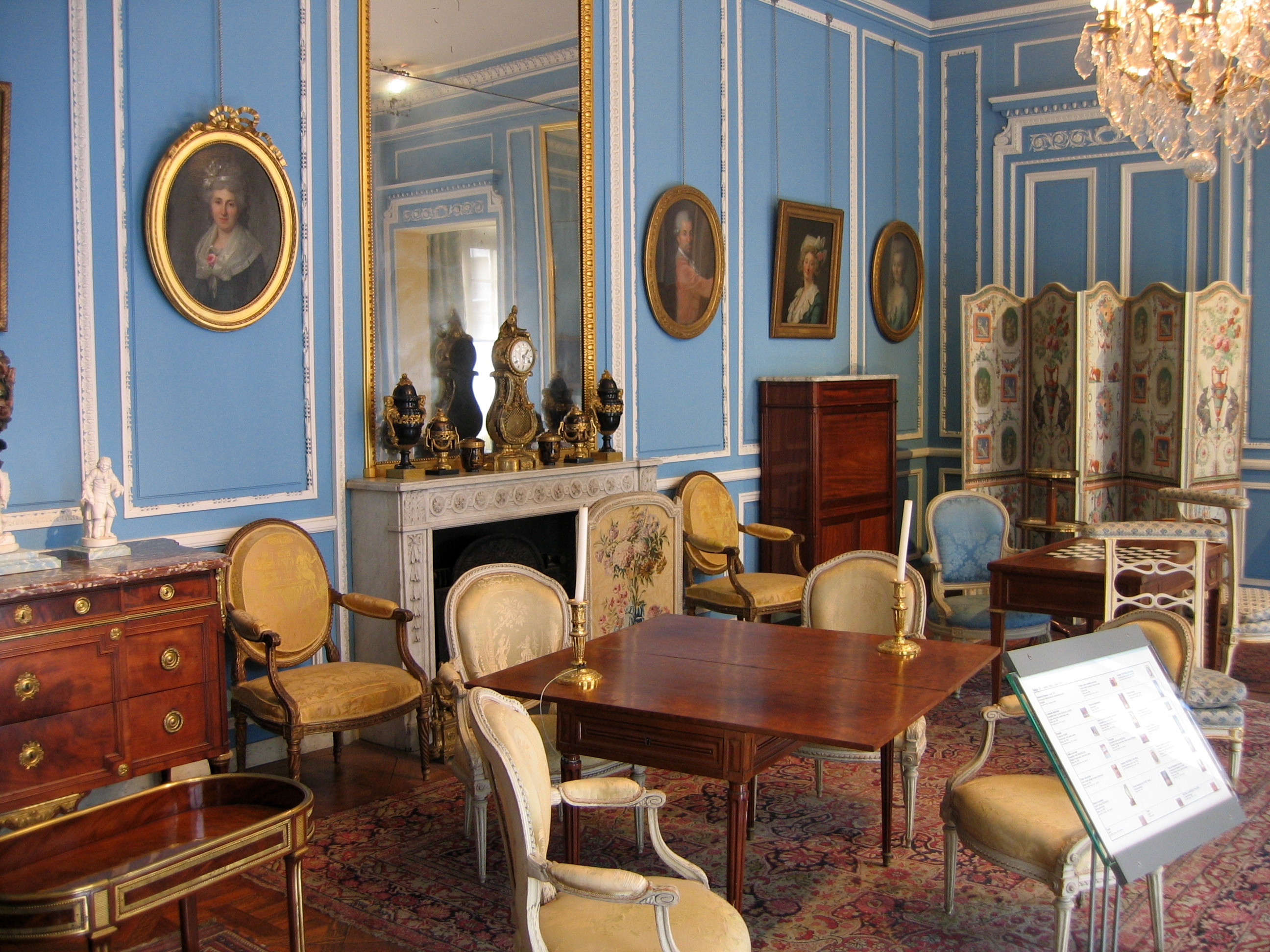
Salon bleu Louis XVI, boiserie de l'Hôtel Brulart de Genlis (vers 1780), musée Carnavalet - Histoire de Paris.

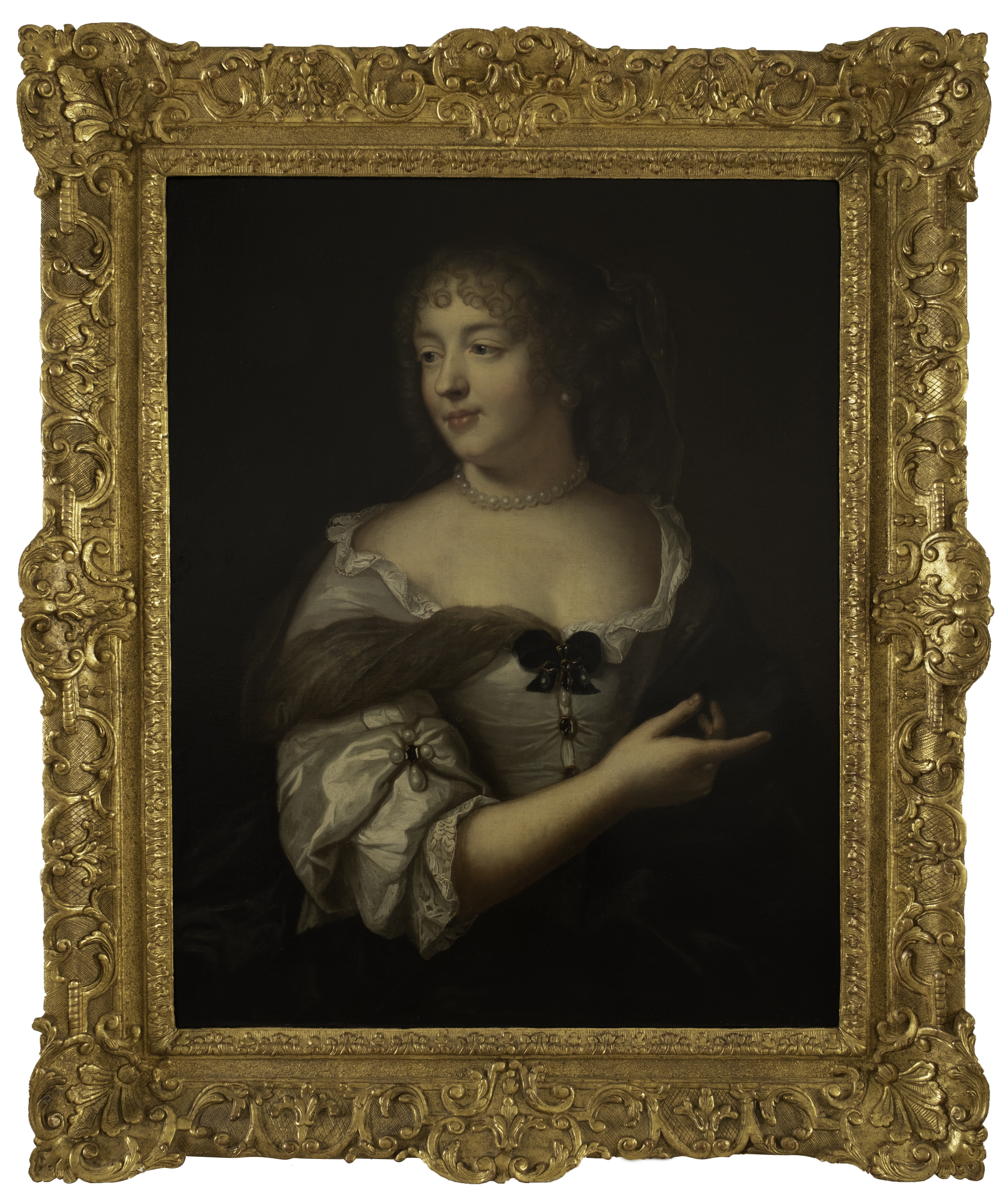
Mme de Sévigné, par Claude Lefèbvre, vers 1665.

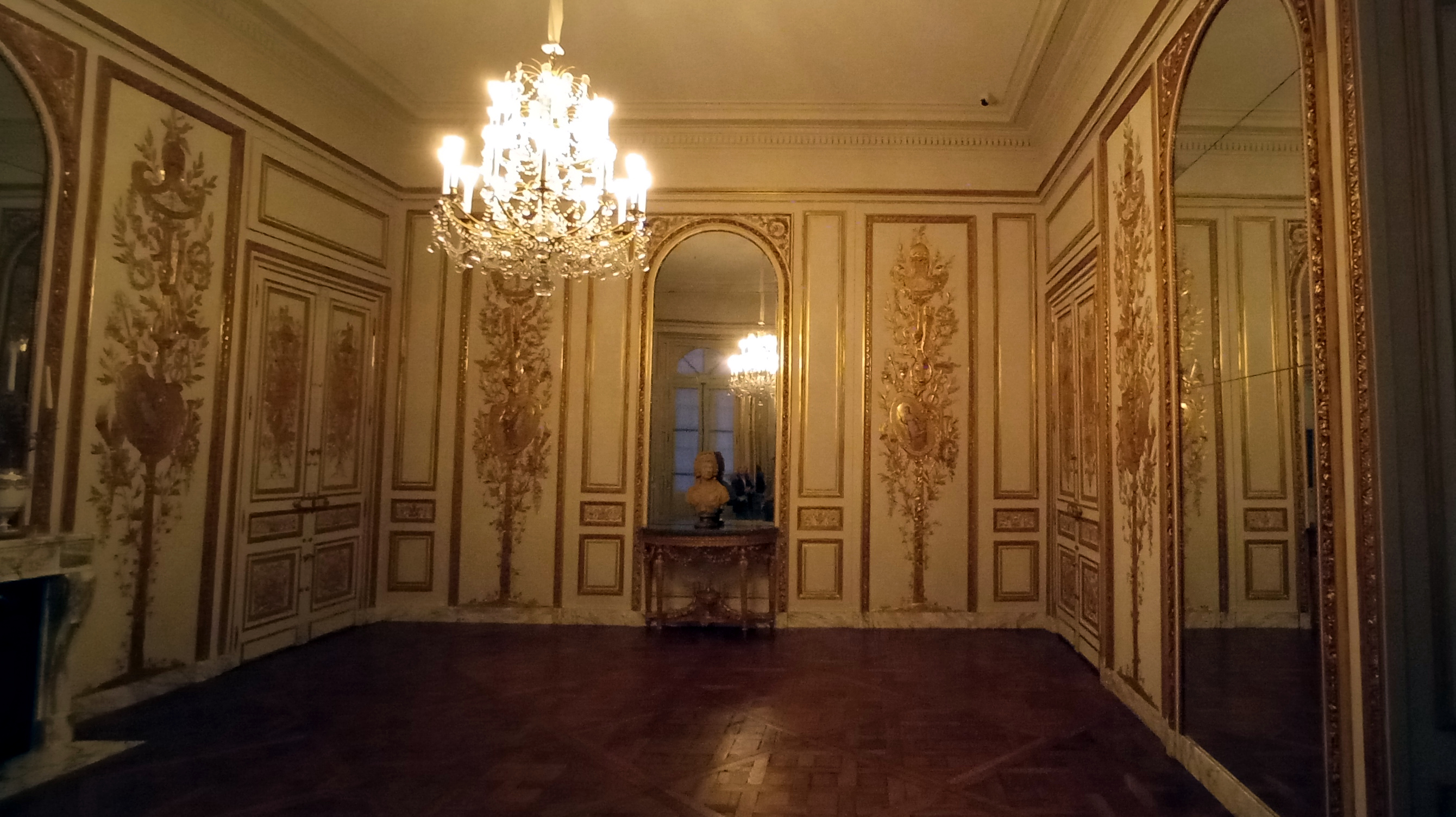
Le salon de compagnie de l'ancien hôtel d'Uzès.

- Madame de Sévigné a habité l'hôtel Carnavalet, qui conserve de nombreux objets en rapport avec elle : portraits, autographes, éléments de mobilier dont le plus célèbre est un secrétaire en laque de Chine lui ayant appartenu, originaire du château des Rochers.
- Des peintures de vues de Paris par Nicolas-Jean-Baptiste Raguenet.
- Des gouaches du citoyen Lesueur qui traita avec humour le Paris de 1789 à 1806[Passage contradictoire].
- Une commode à deux tiroirs de l'ébéniste Jacques Dubois, en laque, aux pieds galbés avec des décors floraux d'inspiration asiatique, réalisée en 1745 (85 × 115 × 57 cm, Inv. CARMB 0450, légué par Bouvier au musée en 1965).
- Chaise à la reine de style rocaille réalisée par Nicolas-Quinibert Foliot vers 1765.
- le cabinet de l'hôtel de Villacerf aux boiseries peintes de motifs polychromes et de « grotafond représentant Apollon et les saisons.
- le grand cabinet et une chambre de l'hôtel de la Rivière, avec des plafonds et tapisseries de Charles Le Brun.
- deux pièces de style Louis XV, avec deux ensembles décoratifs dessinés par l'architecte Claude Nicolas Ledoux, exemples de « néo-classicisme ».
- le café militaire, exemple du style « le grand goût ».
- l'escalier de Luynes et sa composition en trompe-l'œil.
- huit pièces de style Louis XV et Louis XVI (cabinet doré, chambre polychrome, petit salon, salon bleu, salon gris, salon turquoise, salon jonquille… avec des meubles de la collection de Mme Bouvier léguée en 1965 - avec des meubles de Pierre Migeon IV, fournisseur de la marquise de Pompadour, des bronzes de Jacques Dubois, et d'autres meubles de Jean-Henri Riesener et de Adam Weisweiler.
- Le salon de compagnie de l'hôtel d'Uzès remonté au musée.
- la coiffeuse de la reine Marie-Antoinette et le lit de Mme Élisabeth, sœur cadette de Louis XVI.

### Révolution française

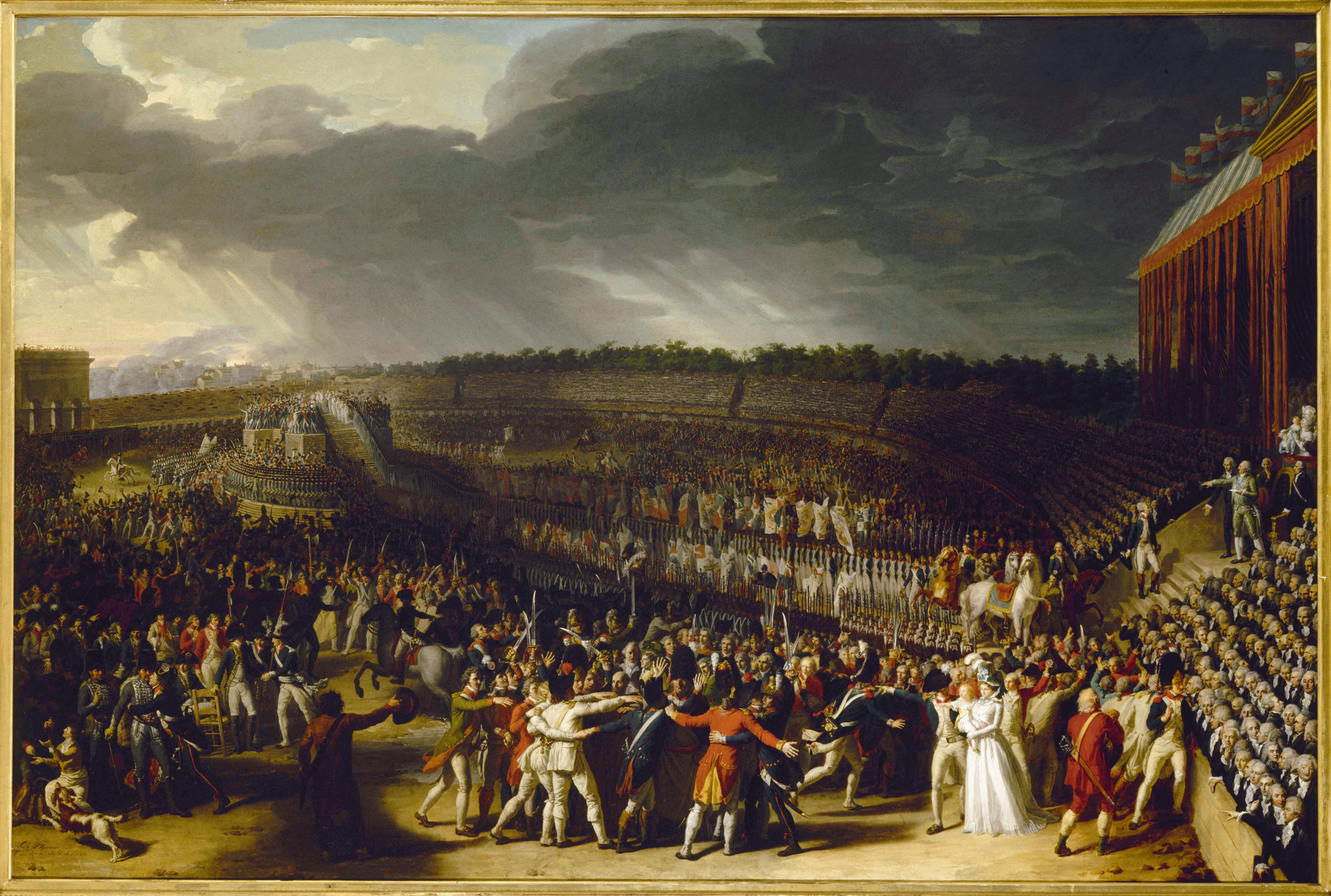
La Fête de la Fédération, au Champ-de-Mars, le 14 juillet 1790, Charles Thévenin (1764-1838).

Le musée Carnavalet - Histoire de Paris a une très large collection sur le Révolution française de 1789.

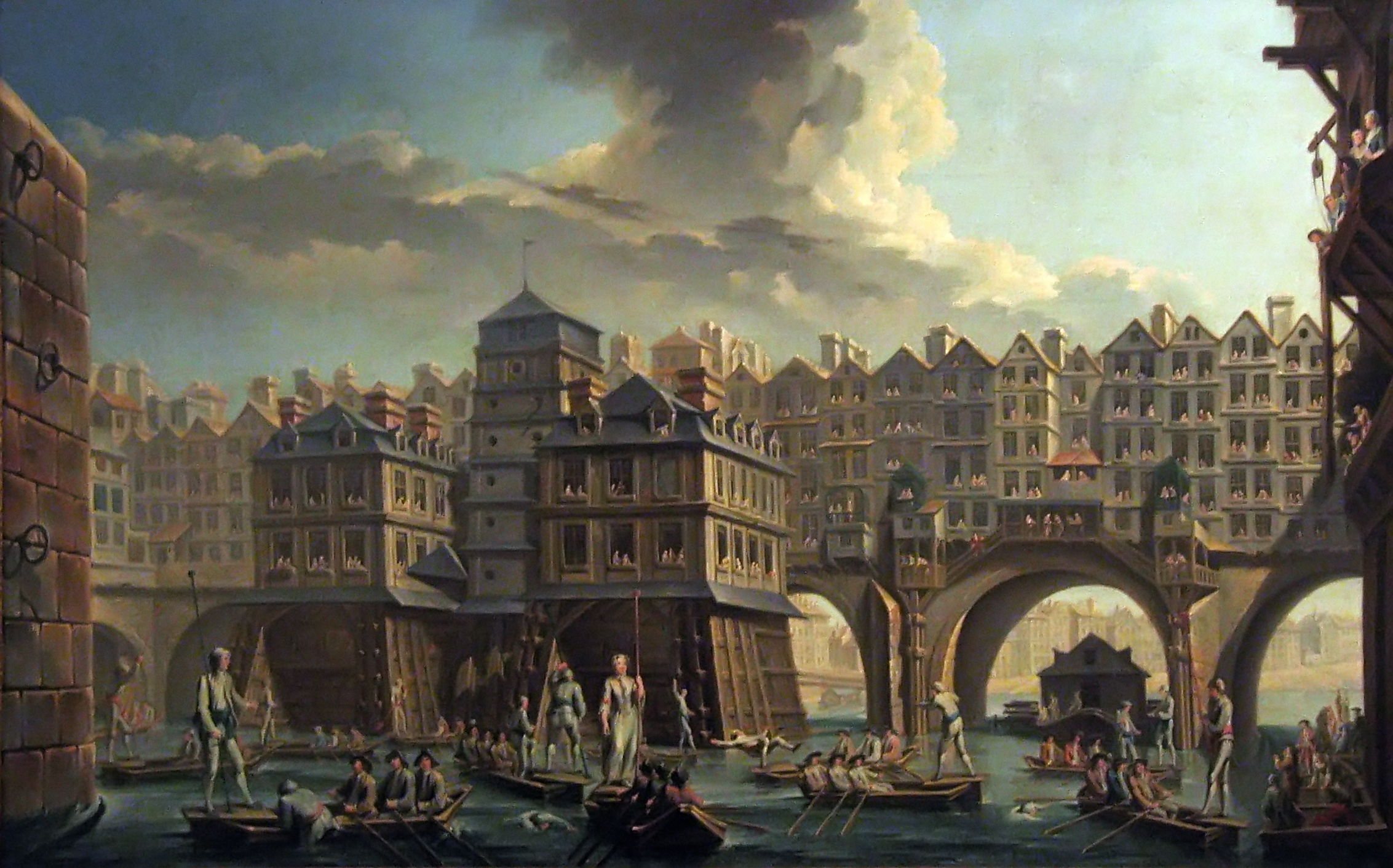
La joute des mariniers, entre le pont Notre-Dame et le Pont-au-Change (1756), Nicolas-Jean-Baptiste Raguenet, musée Carnavalet - Histoire de Paris.
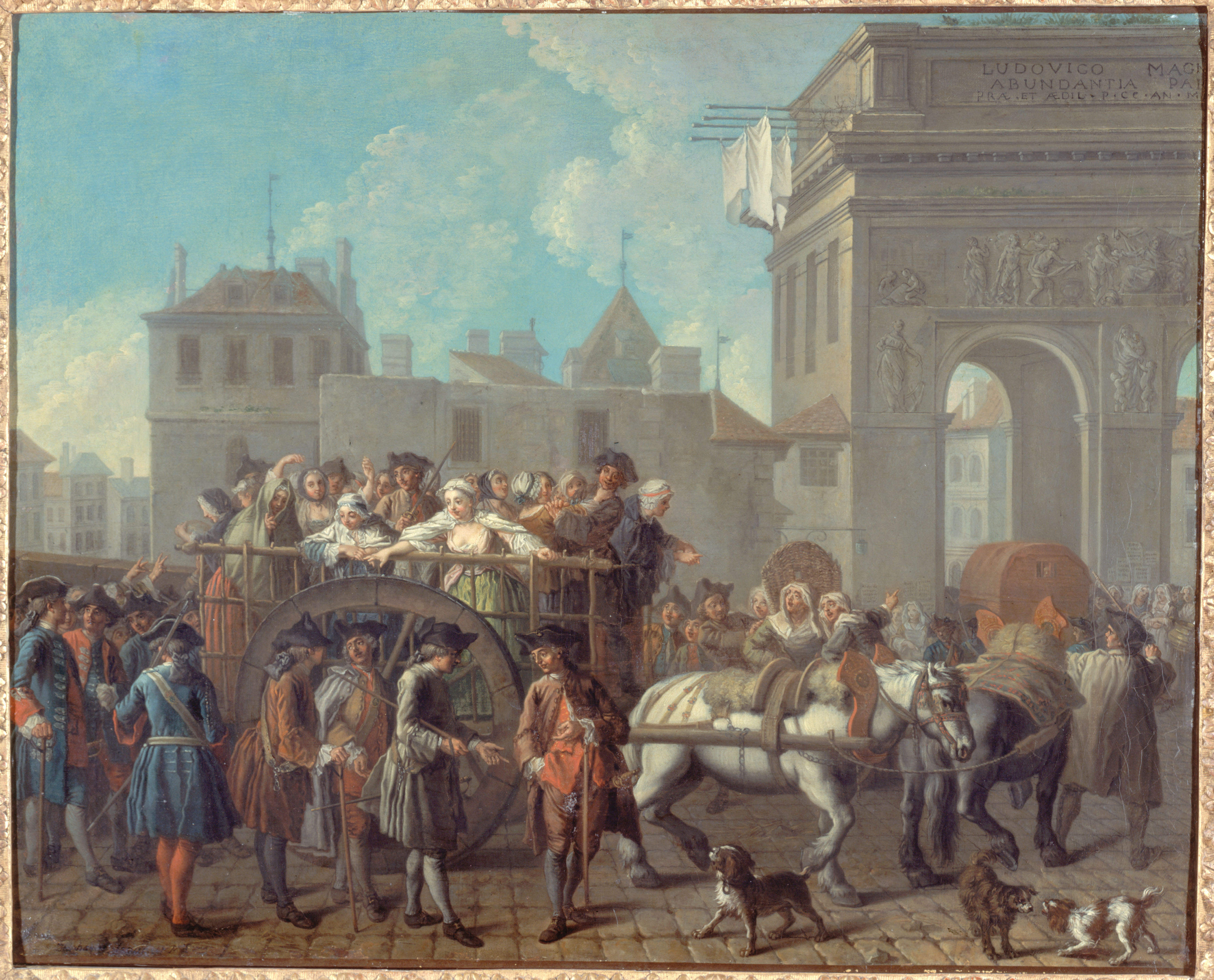
La conduite des filles de joie à la Salpêtrière (1757), Étienne Jeaurat (1699-1789).
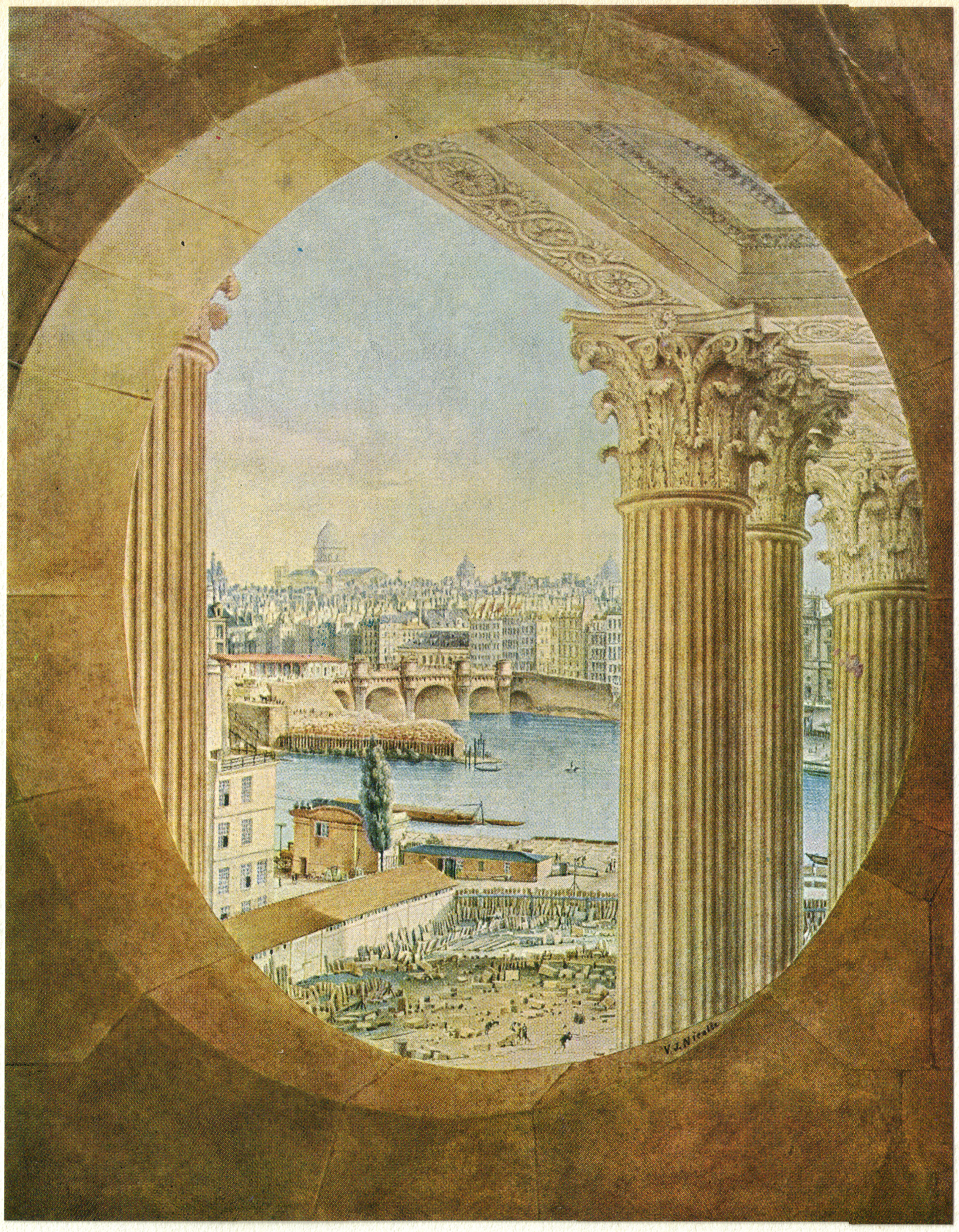
La pointe de l'île de la Cité vue de la colonnade du Louvre, par Victor-Jean Nicolle (1754-1826).
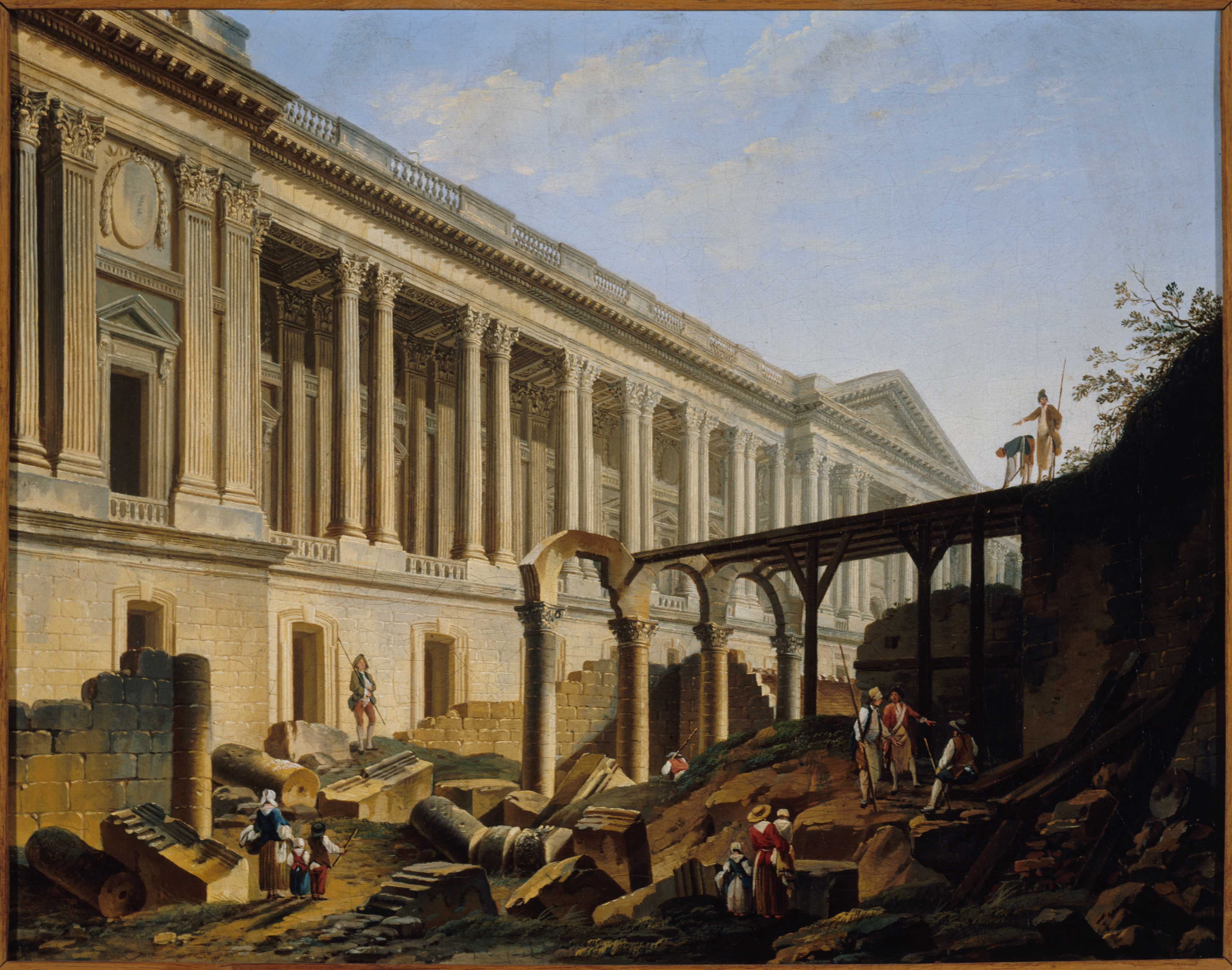
La Fête de l’Être suprême (1794), par Pierre-Antoine Demachy (1723-1807).
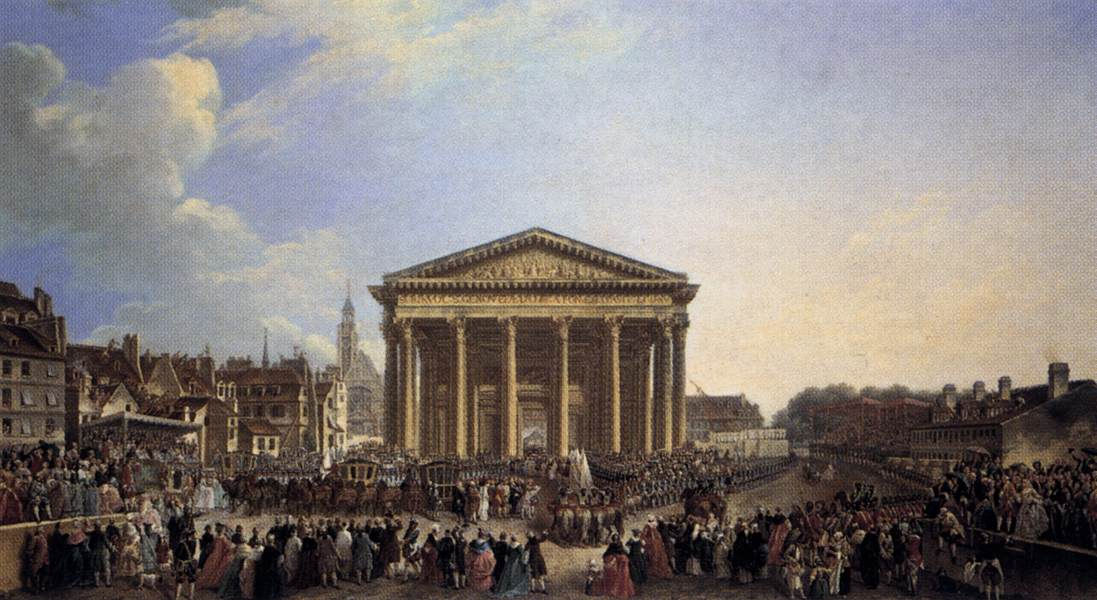
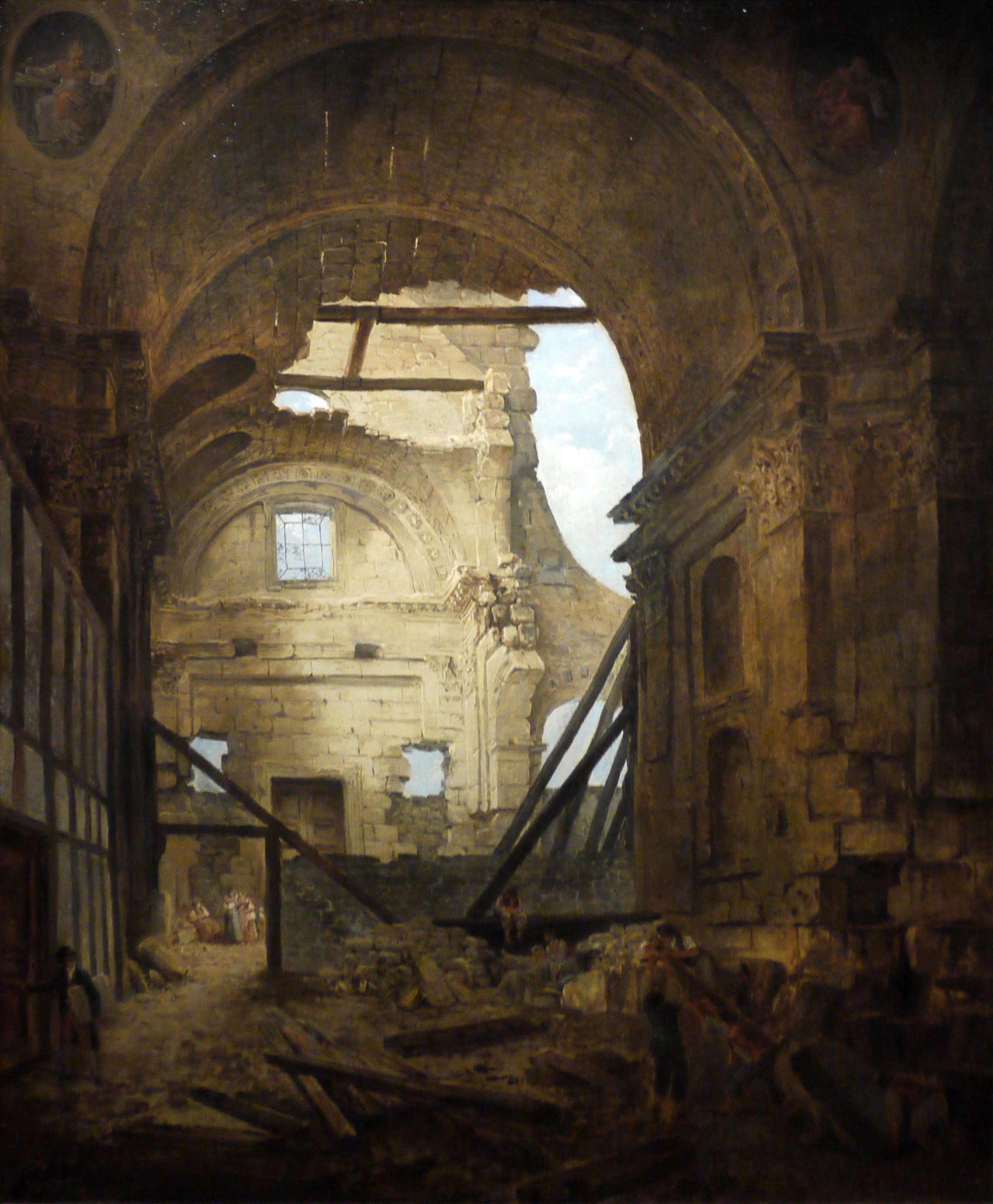
L'église de la Sorbonne en ruine (vers 1800), Hubert Robert (1733-1808).

- Le Serment de La Fayette à la fête de la Fédération, le 14 juillet 1790 (vers 1790), École française fin du XVIIIe siècle.

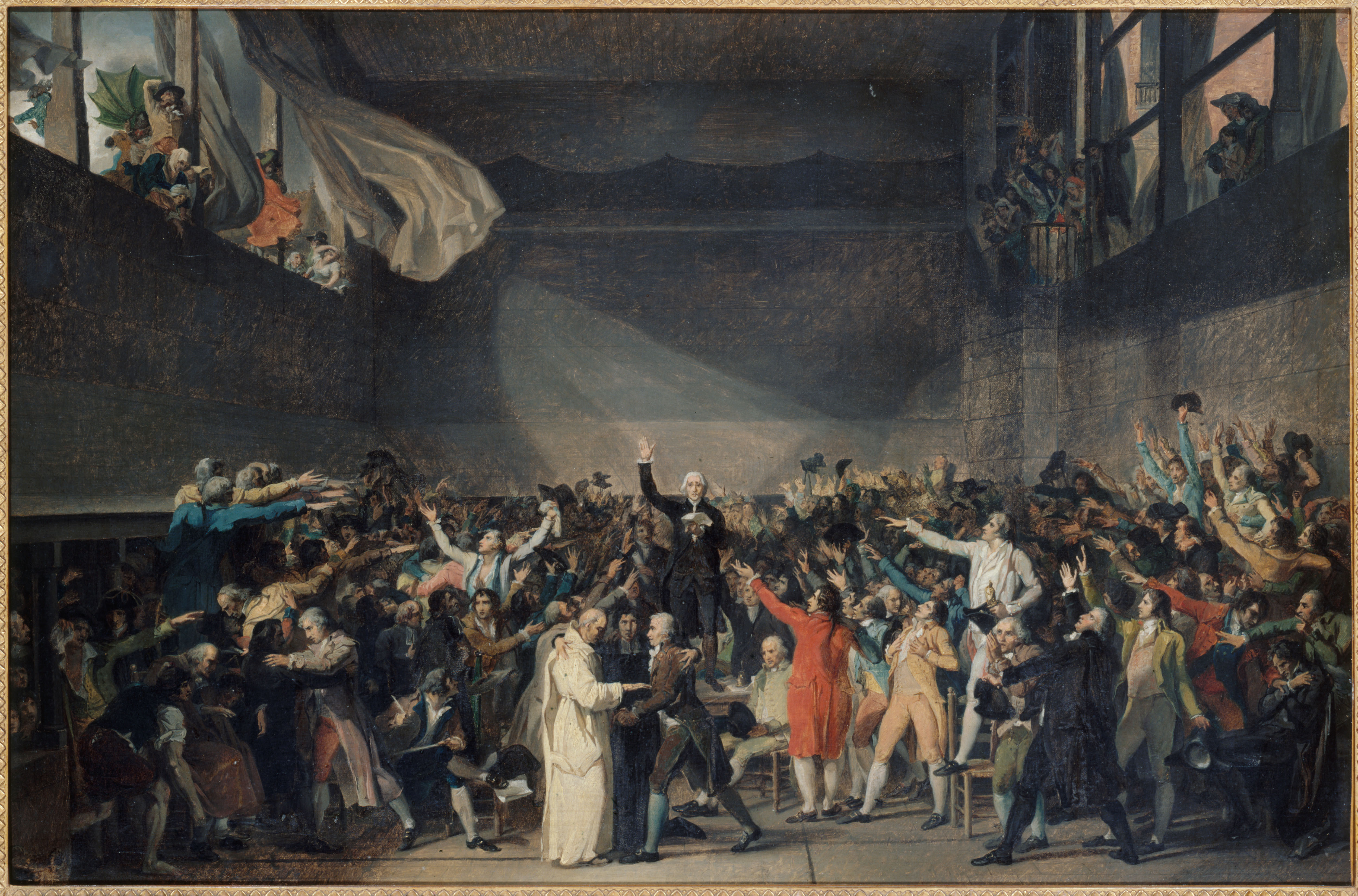
Le Serment du Jeu de Paume, le 20 juin 1789 (entre 1790 et 1794), attribué à Jacques-Louis David (1748-1825).
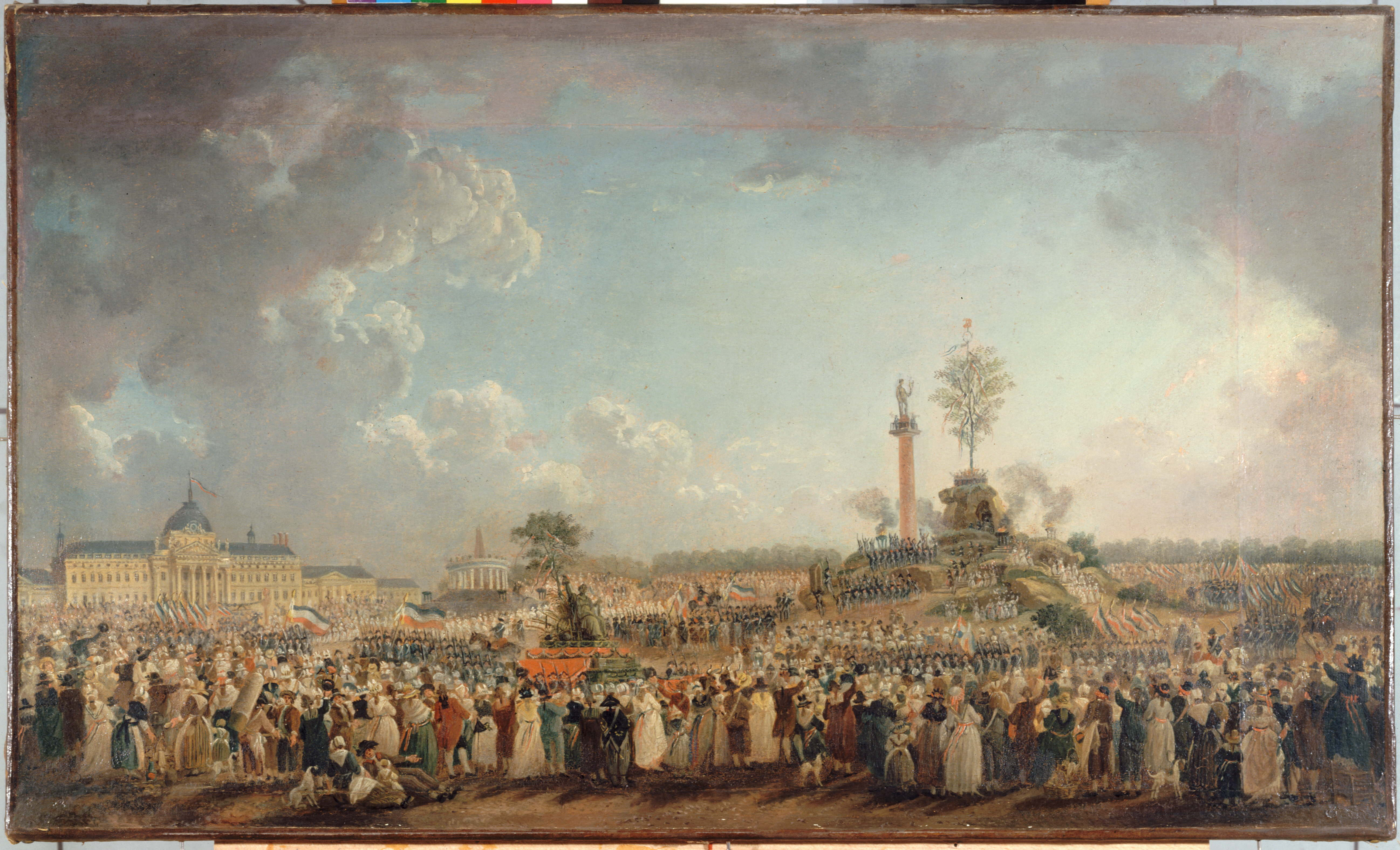
Fête de l’Etre suprême (1794), Pierre-Antoine Demachy (1723-1807).
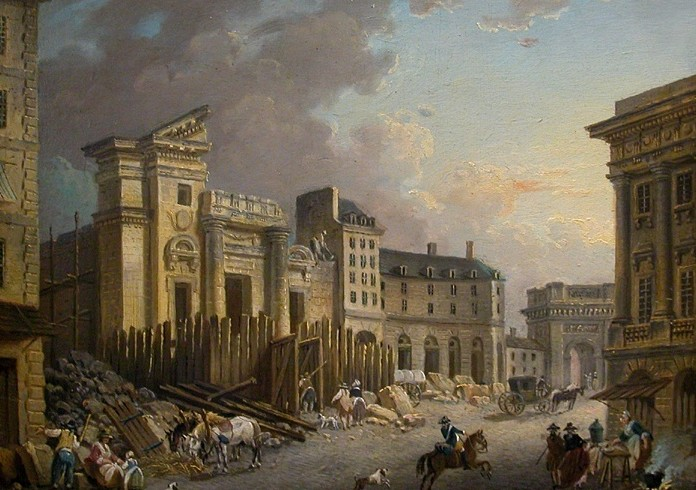
Des peintures d'Hubert Robert sur la démolition des monuments de la capitale : destruction des églises, violation des caveaux royaux à l'église abbatiale de Saint-Denis.
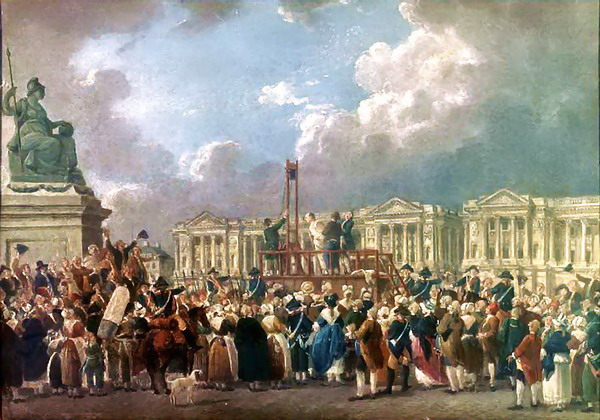
Une Exécution capitale sur la place de la Révolution (1794), Pierre-Antoine Demachy (1723-1807).

- De nombreuses salles consacrées à la Révolution française, et de nombreux objets — boîtes, médaillons, éventails, gravures et maquettes — meubles aux emblèmes révolutionnaires et peintures. Parmi les objets : le jeu de dominos et les soldats de plomb du petit Dauphin, les clefs de la Bastille, des menottes d'époque, le fauteuil de Georges Couthon, des modèles réduits de guillotines, une bague en forme de cercueil contenant des cheveux du roi Louis XVI.

### Paris duXIXeauXXIesiècle

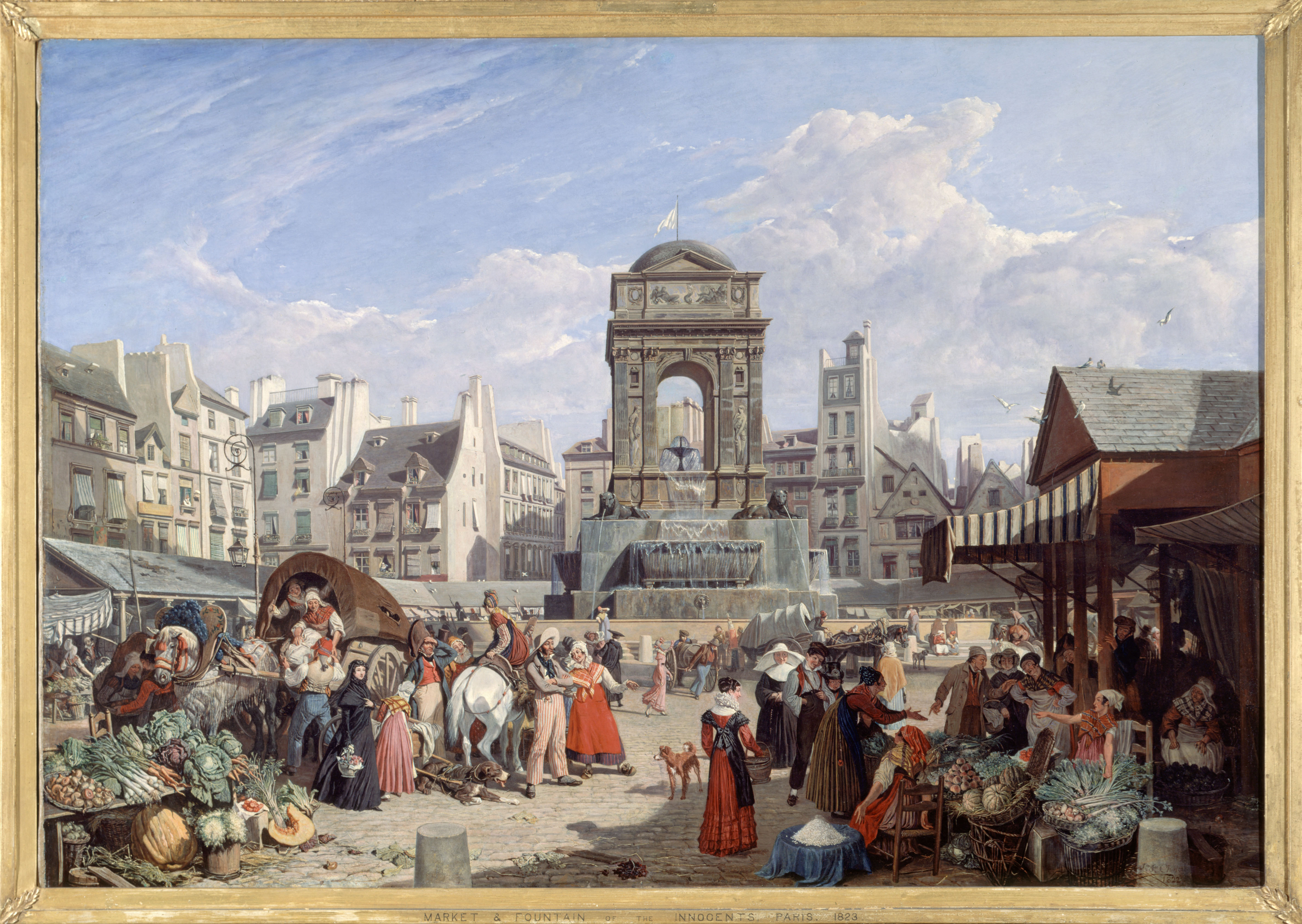
Le Marché et la Fontaine des Innocents (1822), John James Chalon (1778-1854), musée Carnavalet - Histoire de Paris.

Le XIXe siècle et le premier tiers du XXe siècle sont particulièrement bien représentés avec notamment : 
- les salles du Second Empire.
- la chambre de Marcel Proust où il écrivit À la recherche du temps perdu.
- un salon particulier du Café de Paris de style Art nouveau décoré par l'architecte Henri Sauvage et meublé par Louis Majorelle.
- la bijouterie Fouquet de la rue Royale dont le décor d'animaux et d'éléments végétaux a été réalisé par l'affichiste Alfons Mucha.
- la salle de bal de l'hôtel de Wendel dont les murs sont peints par José Maria Sert avec des compositions, des camaïeux et des draperies rouges. La composition principale représente la Reine de Saba, entourée de sa Cour, quittant son royaume pour se rendre auprès du roi Salomon.
- Les Coulisses de l'Opéra (1889), par Jean Béraud, moins crue et colorée que la version de Degas.
- Des portraits et caricatures de Jean-Pierre Dantan : Franz Liszt (au piano), Clément Boulanger, peintre d'Histoire.

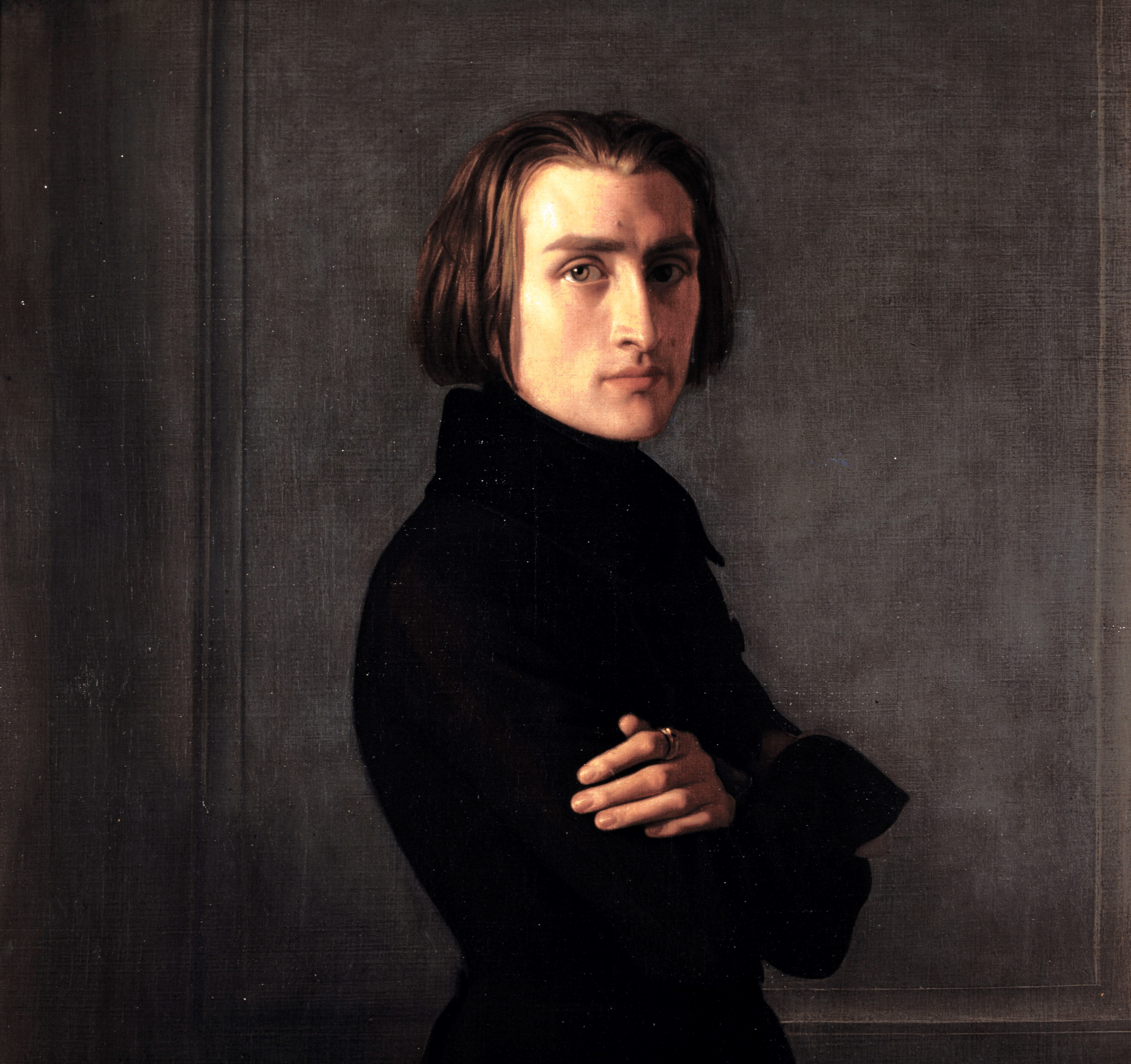
Franz Liszt par Henri Lehmann, 1839, huile sur toile.

- Divers portraits dont celui de Jean Cocteau par Jacques-Émile Blanche ou de Léon-Paul Fargue et de Georges Clemenceau par Raymond Woog.
- Charles-Maurice de Talleyrand-Périgord en habit de Grand chambellan (1807) par Prud'hon, portrait en pied du célèbre ministre.
- Galerie de tableaux du XXe siècle avec des œuvres de Tsugouharu Foujita, Maurice Utrillo ou Marcel Gromaire.
- Anna de Noailles (1905) par Jean-Louis Forain, une des plus brillantes personnalités de ce que Forain appelait la « Comédie parisienne ».
- Kermesse aux étoiles dans le jardin des Tuileries, printemps 1955 par Yvette Alde et par Jacques Lestrille.

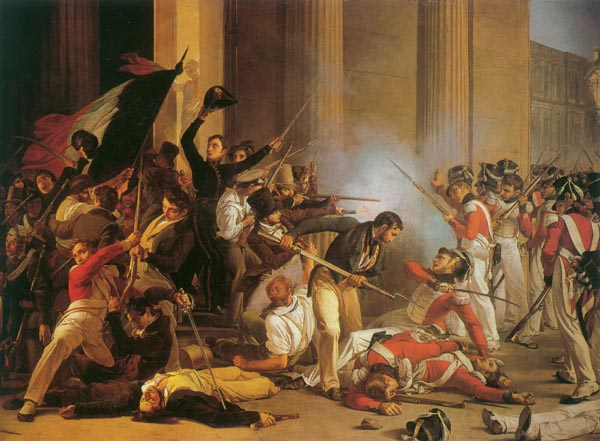
La Prise du Louvre, le 29 juillet 1830, Jean-Louis Bézard (1799-1861).
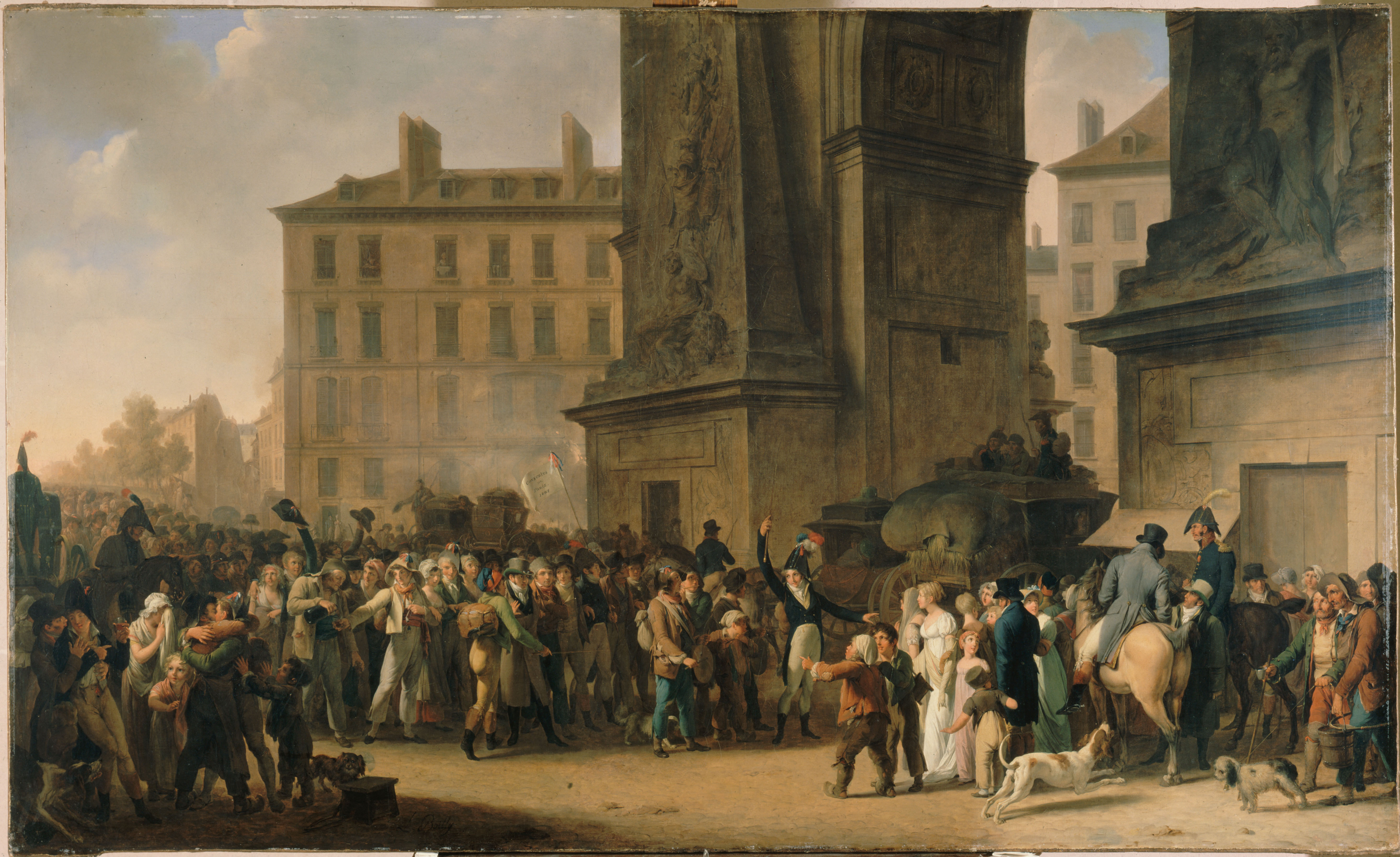
Départ des conscrits de 1807 (1808), Louis Léopold Boilly (1761-1845).
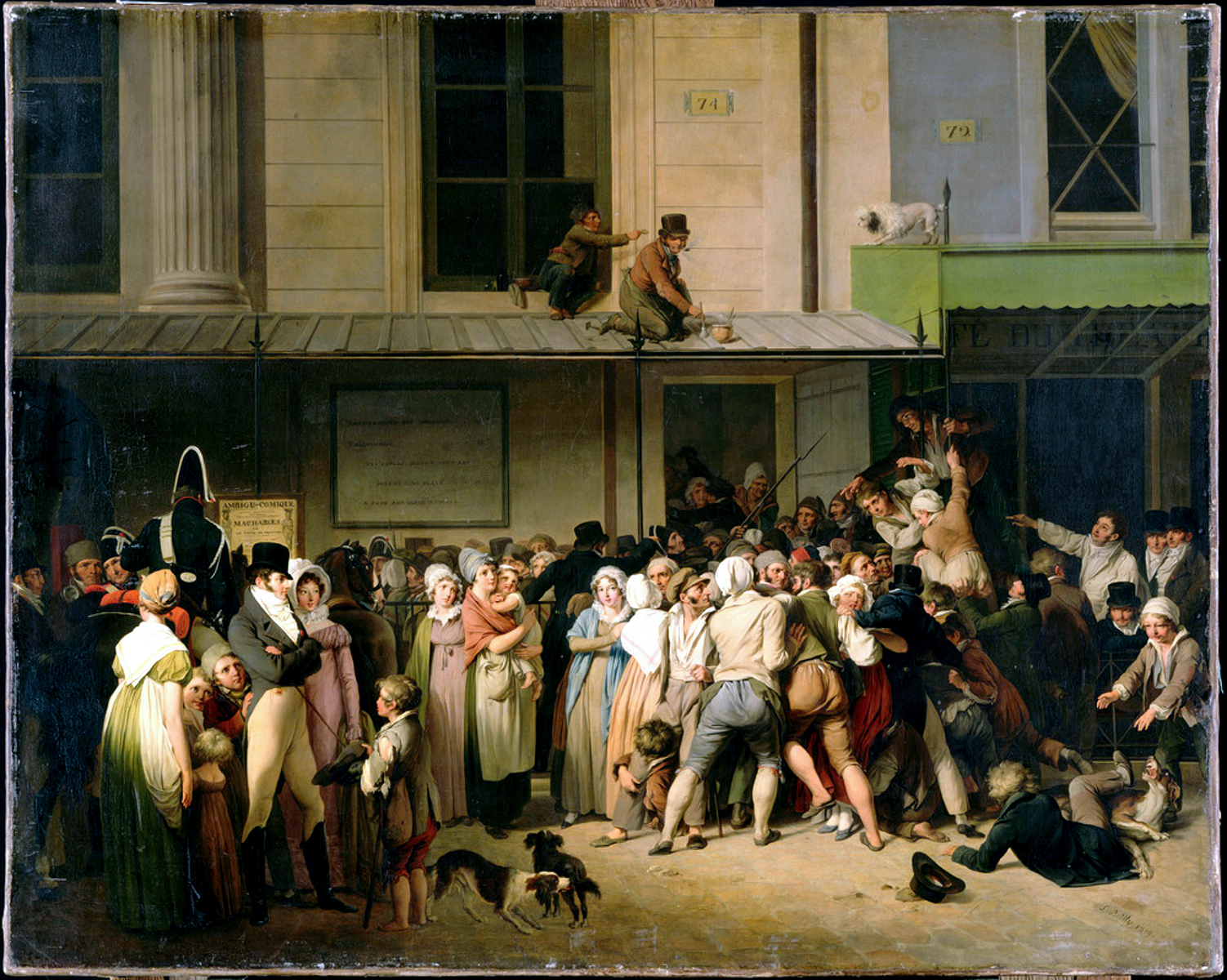
L'entrée du théâtre de l'Ambigu-Comique à une représentation gratis (1819), par Louis Léopold Boilly (1761-1845).
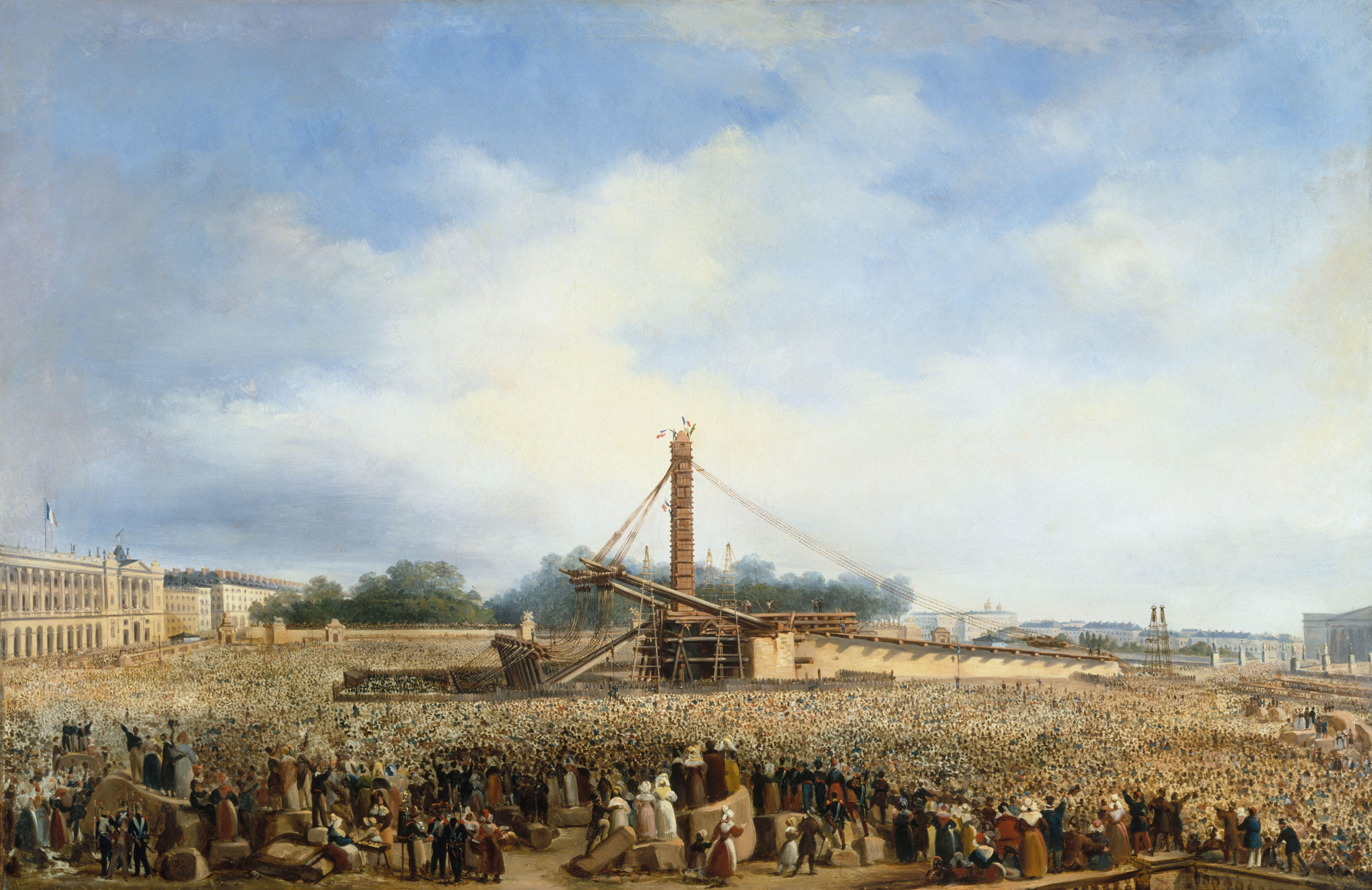
Érection de l'obélisque de Louqsor sur la place de la Concorde, le 25 octobre 1836, par François Dubois (1790-1871).
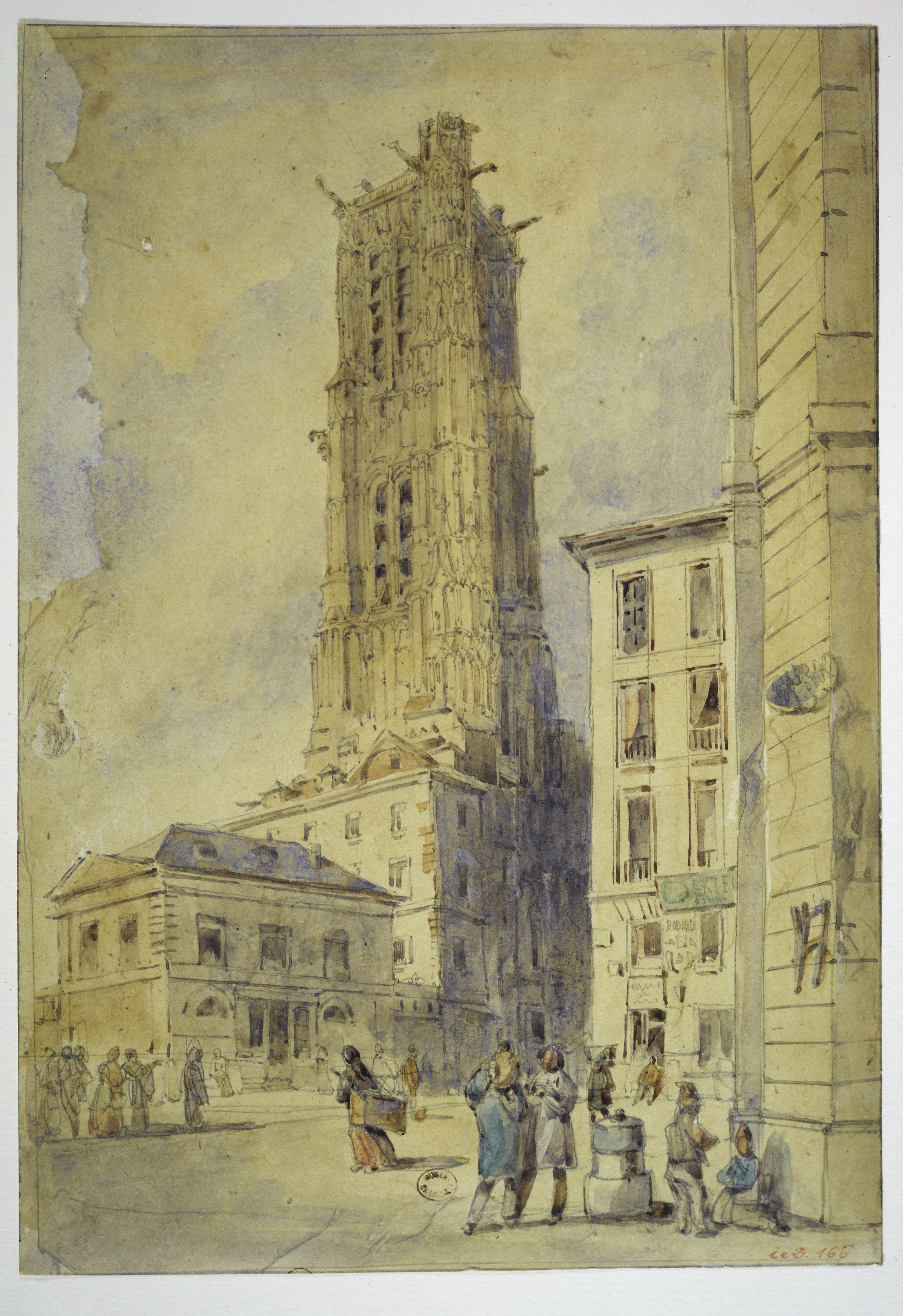
La tour Saint-Jacques avant son dégagement en 1836 (1836), par Thomas Shotter Boys (1803-1874).
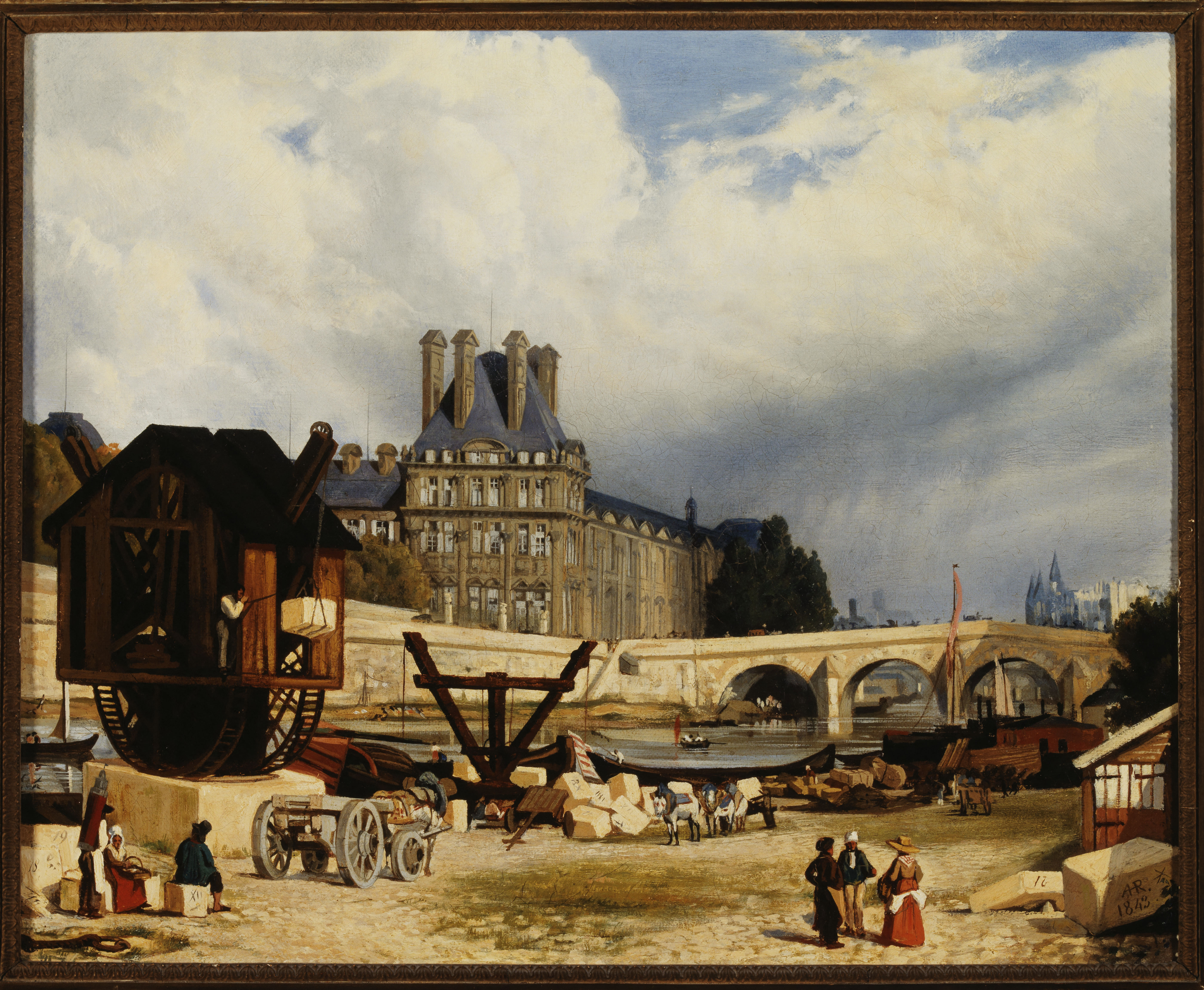
Les Tuileries et le Pont Royal, en 1843 (1843) par Arthur Henry Roberts (1819-1900).
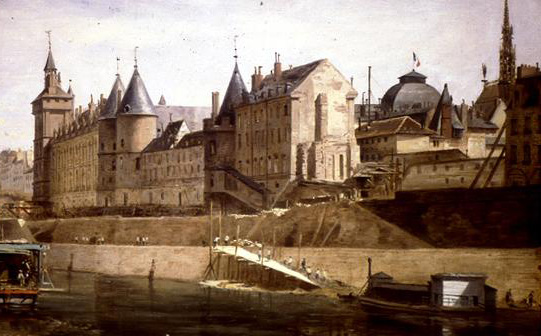
La Conciergerie et les travaux de reconstruction du Palais de justice (vers 1860) par Adrien Dauzats (1804-1868).
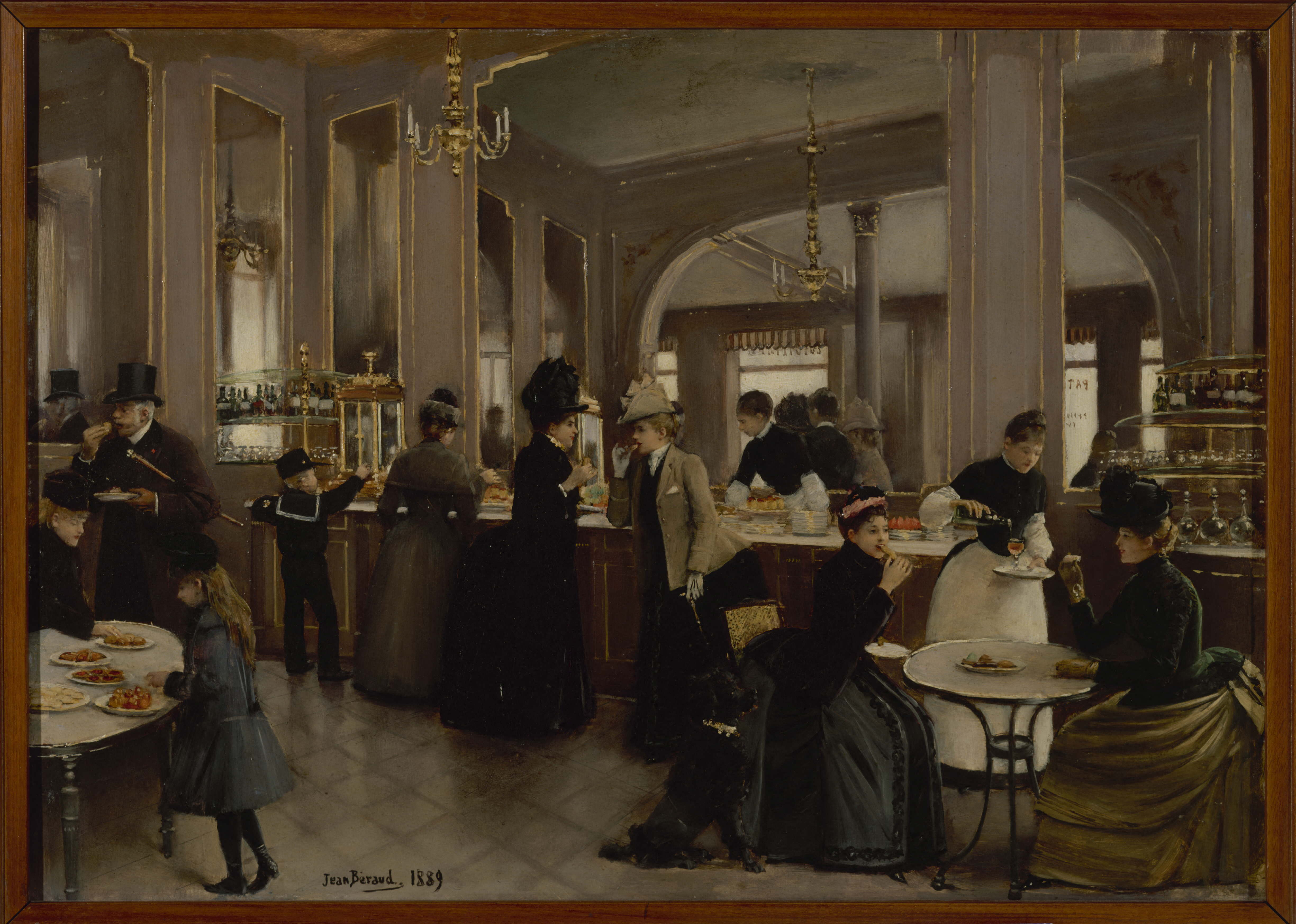
La Pâtisserie Gloppe aux Champs-Élysées (1889), par Jean Béraud (1849-1935).
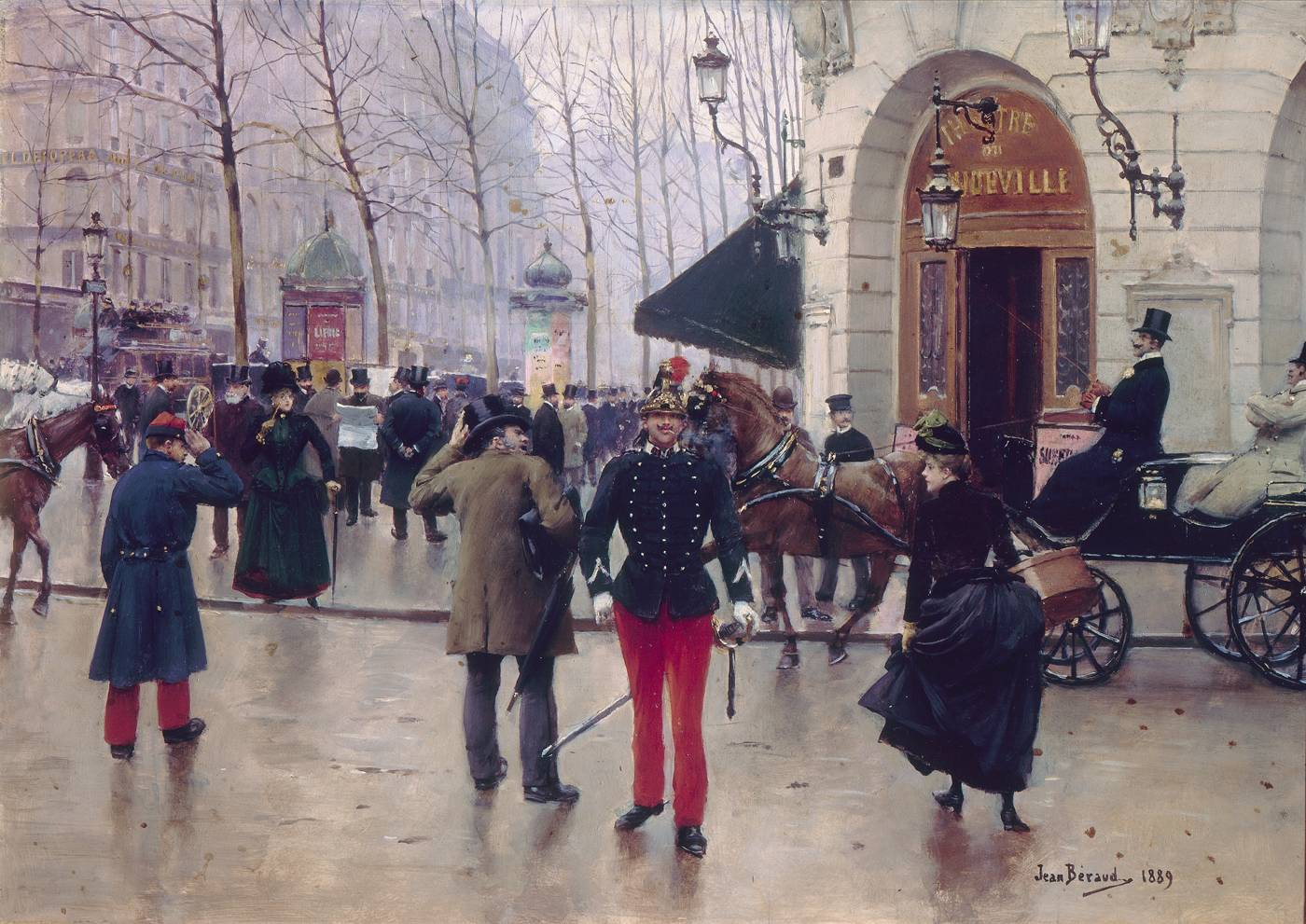
Le boulevard des Capucines et le théâtre du Vaudeville, (1889), par Jean Béraud (1849-1935).
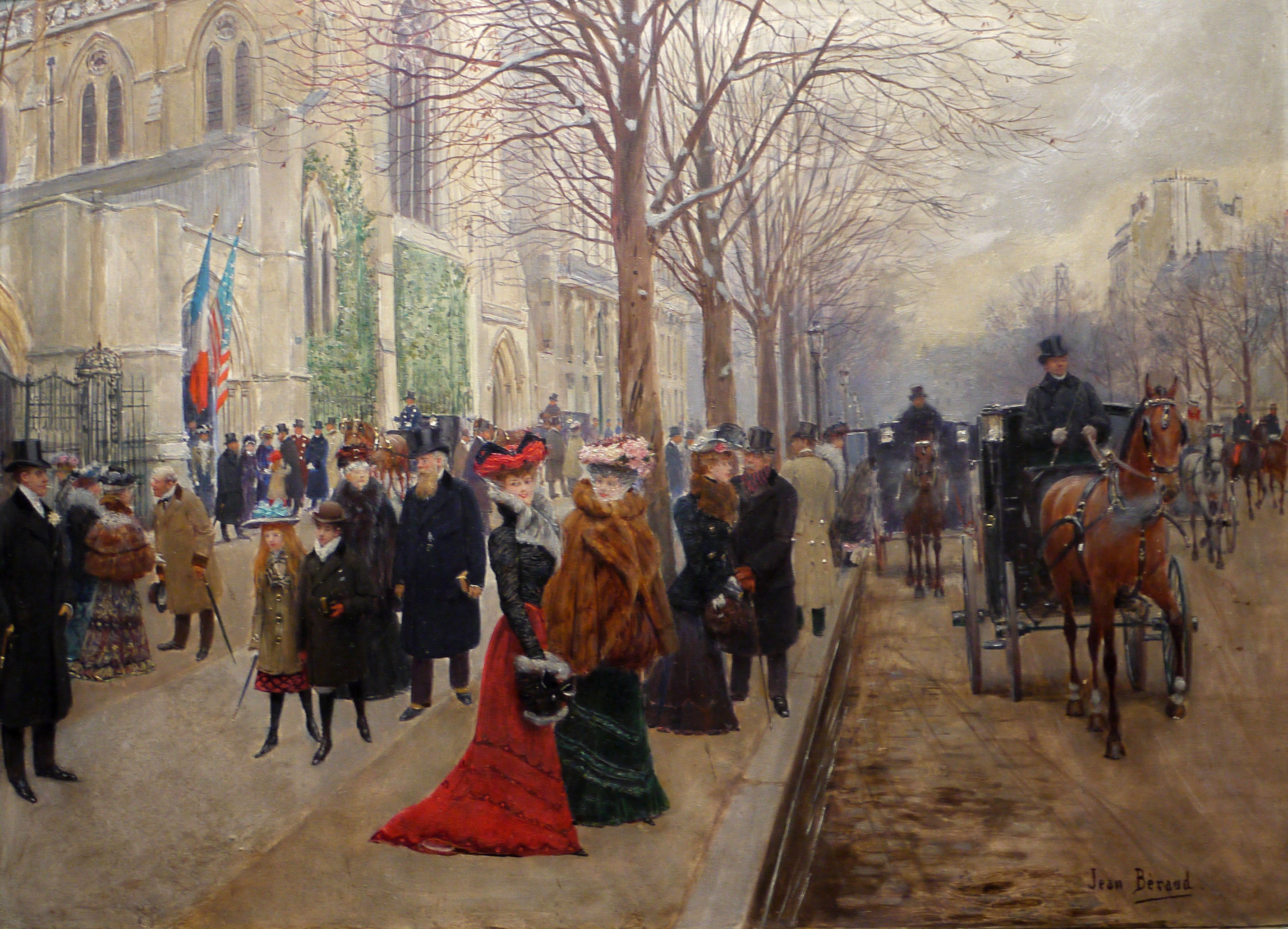
Après l'office à l'église de la Sainte-Trinité, (vers 1900), par Jean Béraud (1849-1935).
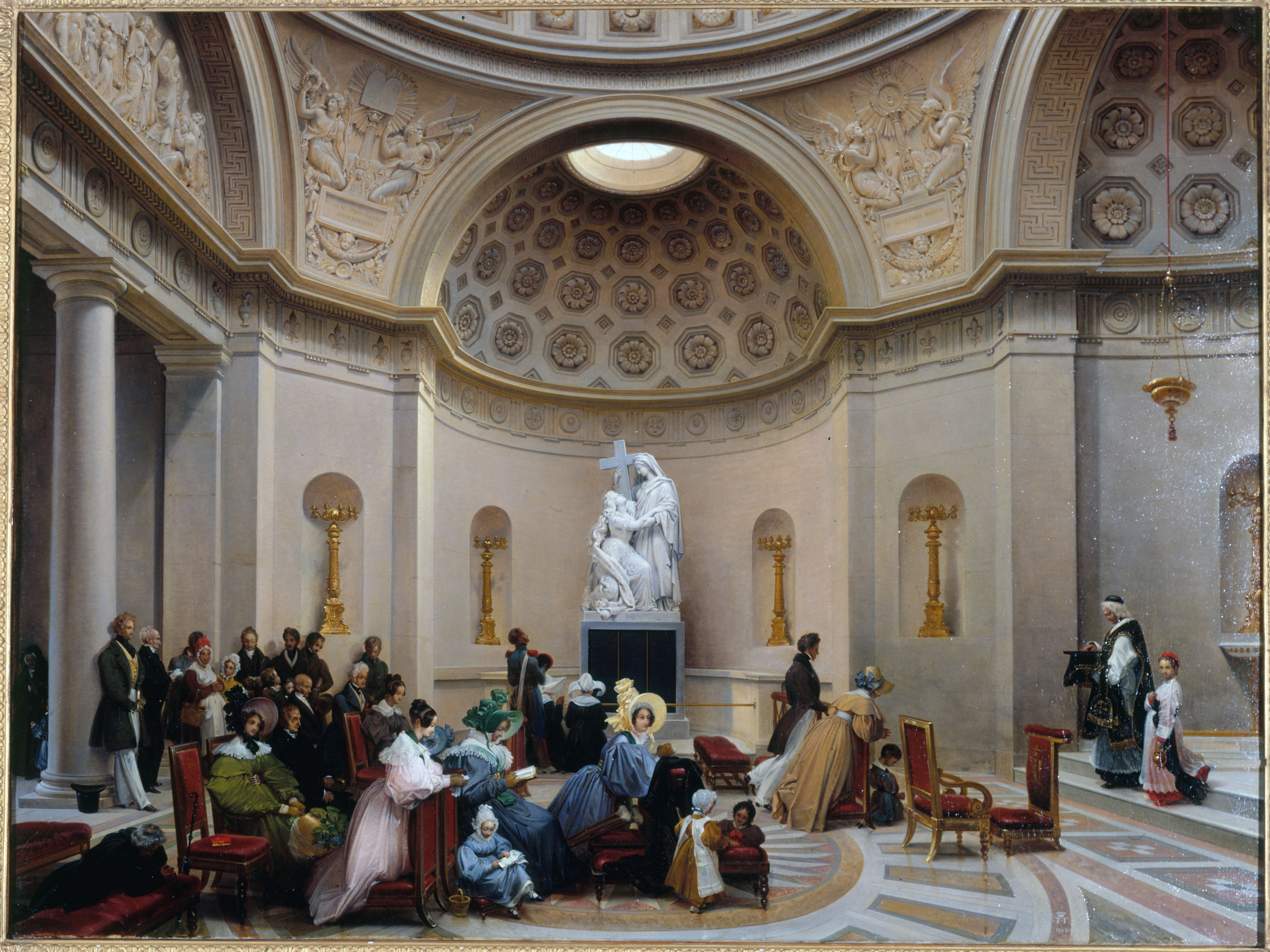
Une messe à la Chapelle expiatoire, 1835, par Lancelot Théodore Turpin de Crissé (1782-1859).

### Département du mobilier, des arts décoratifs et des enseignes

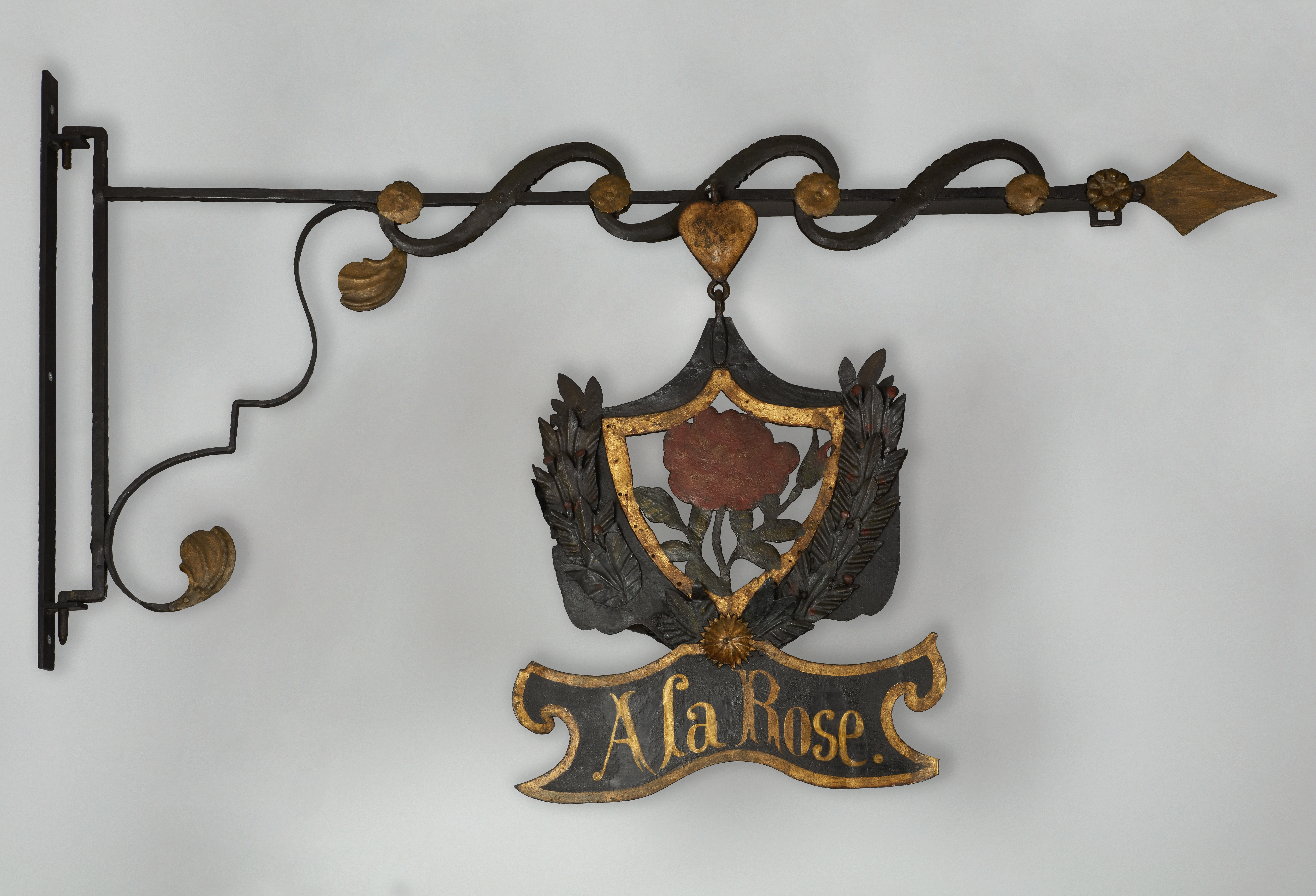
à la rose, d'aubergiste de la rue Saint-Antoine,
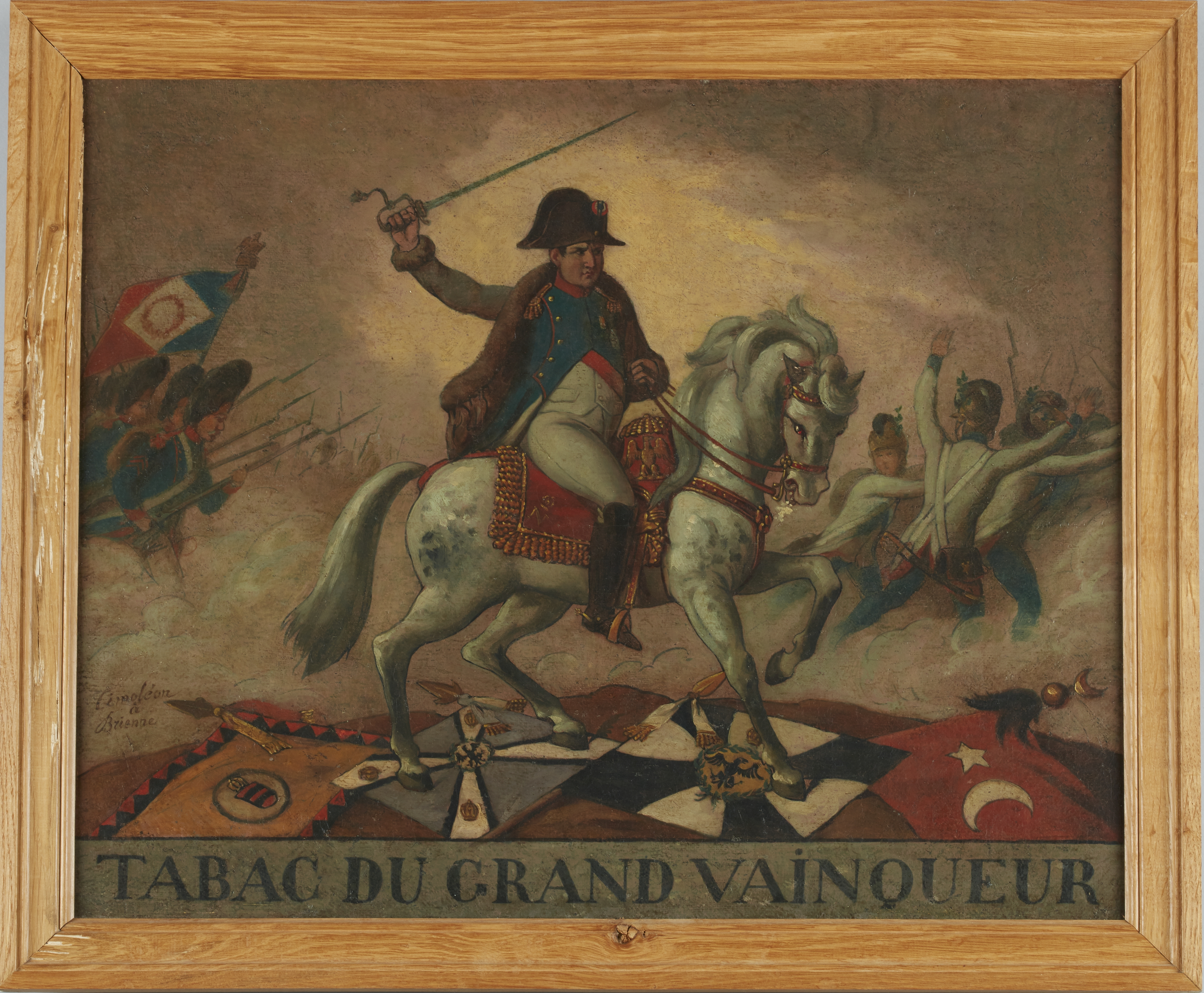
mémorielle,
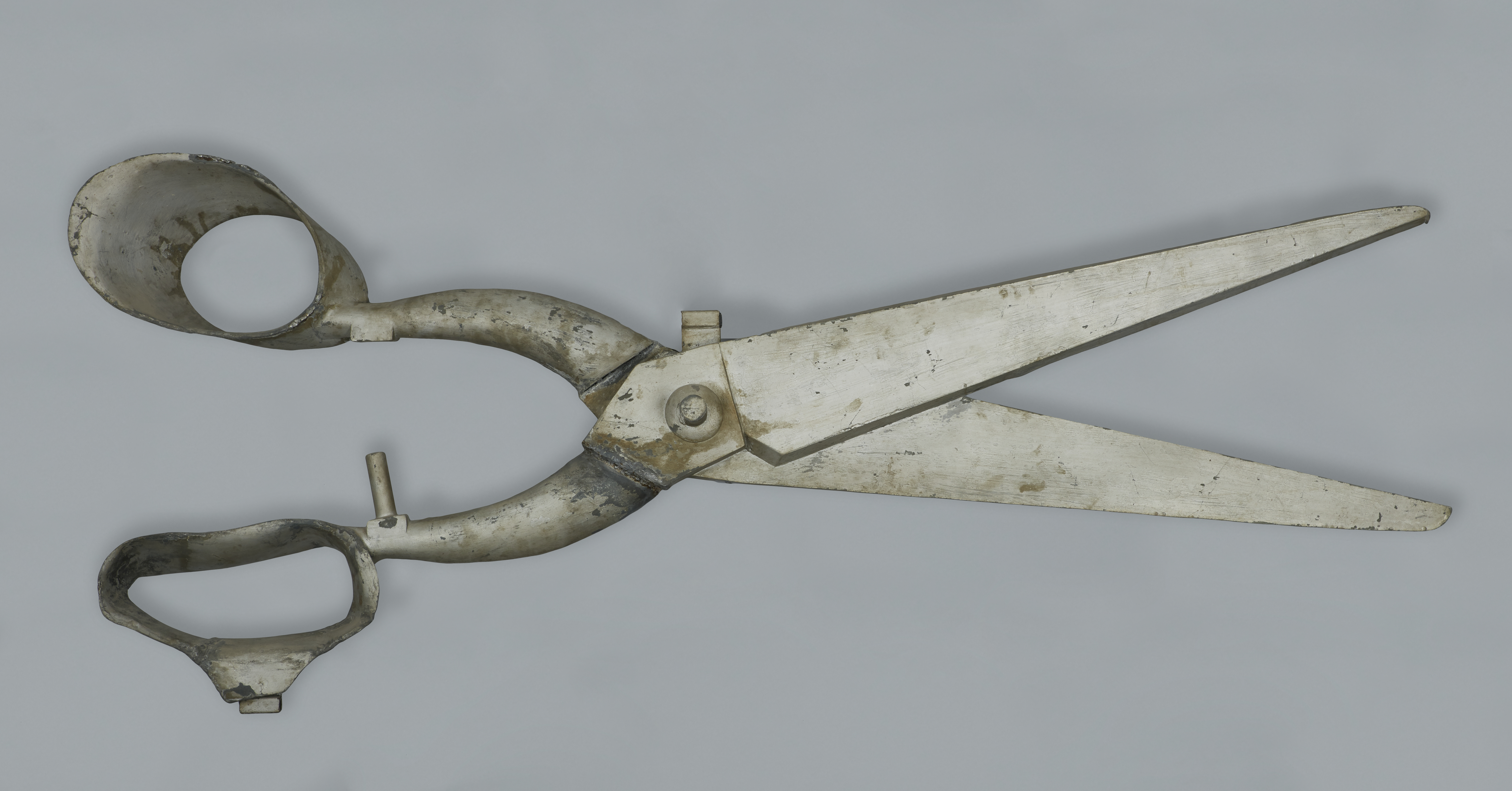
figurative,
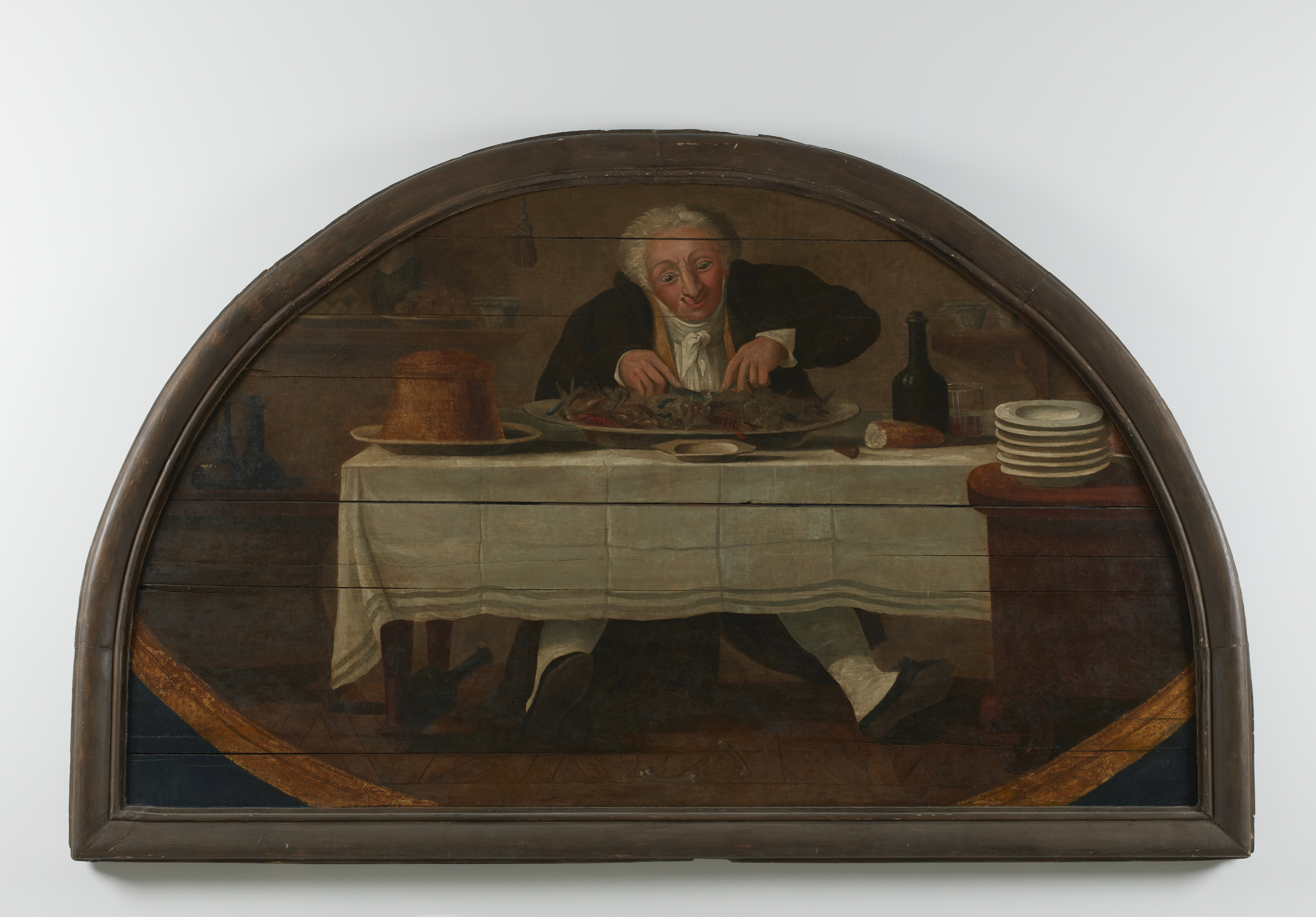
peinte.

### Département des ressources historiques, documentaires et numériques

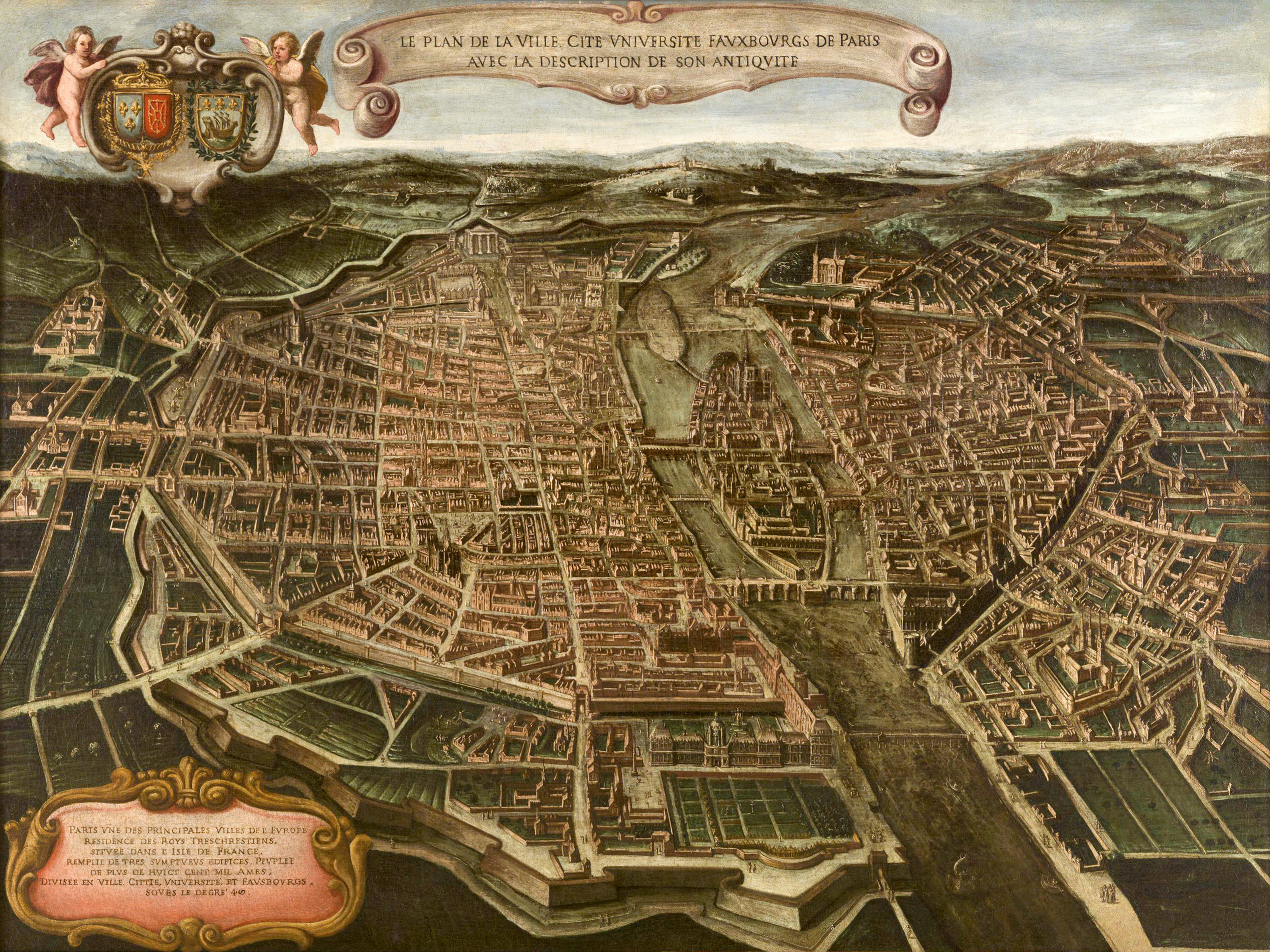
Plan de Paris, premier tiers du XVIIe siècle, Jean-Marie Tamburini, huile sur toile, musée Carnavalet.